# Impacto de la prostitución en la salud mental

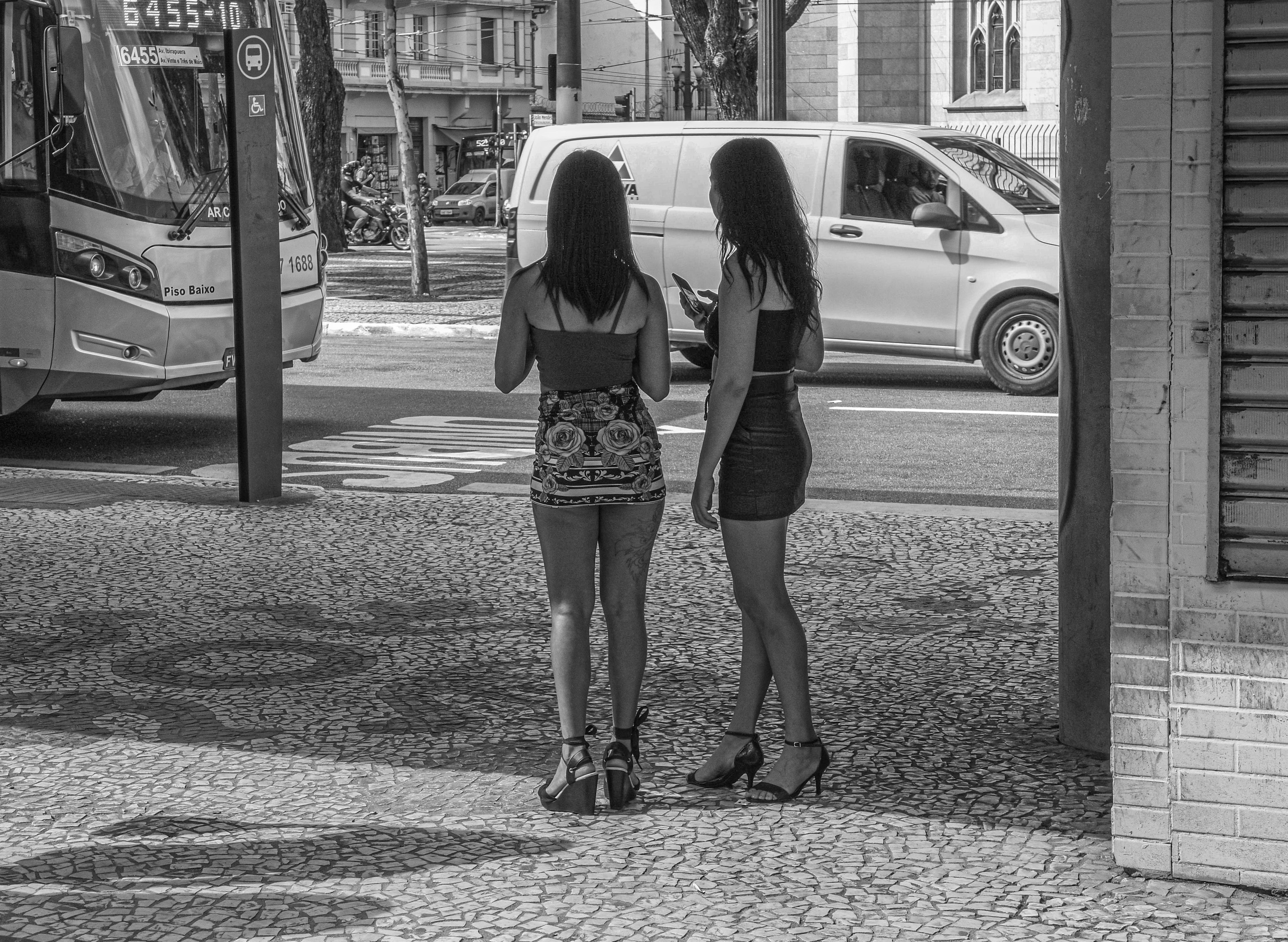
Jóvenes meretrices en São Paulo, 2019.

El Impacto de la prostitución en la salud mental se refiere a las consecuencias psicológicas, cognitivas y emocionales que experimentan las personas involucradas en la prostitución. Estas consecuencias incluyen una amplia gama de problemas de salud mental y dificultades en la gestión emocional y las relaciones interpersonales. La prostitución está estrechamente vinculada a diversas patologías psicológicas y afecta no solo a los individuos directamente involucrados, sino también a la sociedad en general. Estudios han mostrado que las trabajadoras sexuales, tanto callejeras como de interiores, han sufrido altos niveles de abuso en la infancia y la adultez, con diferencias en las tasas de trauma entre ambos grupos.
Las mujeres en situación de prostitución experimentan un profundo impacto en su identidad, abarcando dimensiones cognitivas, físicas y emocionales, lo que se manifiesta en problemas de salud y dificultades en la gestión emocional y en las relaciones interpersonales.La prostitución, al estar fuertemente ligada a la psicopatología y la salud social, debe abordarse como una situación médica que no solo afecta a los individuos involucrados, sino también a la sociedad en general, con aspectos psicológicos.
El trabajo sexual implica la prestación de uno o más servicios sexuales a cambio de dinero o bienes. Sin embargo, las trabajadoras sexuales no son un grupo homogéneo. Las trabajadoras sexuales callejeras suelen ser ilegales, encontrando clientes en la calle y prestando servicios en callejones o en los autos de los clientes. Por otro lado, las trabajadoras sexuales en interiores trabajan en burdeles, salones de masaje o como acompañantes privadas. Investigaciones previas han mostrado que tanto las trabajadoras sexuales callejeras como las de interiores han experimentado altos niveles de abuso en la infancia y la adultez, aunque las trabajadoras sexuales de interiores reportan menores tasas de abuso y trauma en comparación con las trabajadoras callejeras.
Existe una alta prevalencia de victimización en la infancia y la adultez entre las trabajadoras sexuales, con trastornos de estrés y trauma secundarios. La victimización recurrente, conocida como "trauma tipo II", puede provocar cambios psicológicos patológicos difíciles de clasificar. Los diagnósticos propuestos incluyen el trastorno de trauma del desarrollo para la infancia y el trastorno de estrés postraumático complejo (cPTSD) para la adultez, aunque no están incluidos en los manuales diagnósticos oficiales.
Existe una conexión entre prostitución y trata, crímenes organizados que muestran machismo, patriarcado, capitalismo y desigualdad económica. Las consecuencias físicas de la explotación sexual, incluyendo enfermedades de transmisión sexual, cáncer de cérvix, dolores crónicos, problemas hepáticos, embarazos no deseados, desórdenes alimenticios, dificultades de concentración y memoria, problemas visuales y auditivos, fracturas y, en casos extremos, la muerte. A nivel psicológico, las mujeres sufren baja autoestima, estrés, vínculos patológicos con redes de control, aislamiento social, soledad, miedo extremo, desesperanza y falta de asertividad en la búsqueda de apoyo, resultando en un trauma que altera sus creencias y percepciones, causando un daño irreparable en su identidad personal. Estas condiciones se agravan por barreras idiomáticas y otras circunstancias de vulnerabilidad, como haber sufrido abusos sexuales en la infancia o ser el sustento económico de su familia, lo cual es explotado por proxenetas.
Los efectos sobre la salud mental son graves, con altas tasas de depresión, ansiedad y trastorno de estrés postraumático (TEPT) entre quienes venden sexo, exacerbados por el estigma social, la discriminación, la violencia física y el maltrato por parte de las autoridades. Estudios en Estados Unidos y Canadá revelan síntomas de depresión en el 68% de estas personas y síntomas de TEPT en casi un tercio, mostrando tasas más altas que en veteranos de combate. El abuso de sustancias es común, generalmente como respuesta al comercio sexual y no como causa, con la mayoría aumentando el consumo de drogas para sobrellevar su realidad.
La industria del sexo es un negocio global de 57 mil millones de dólares anuales, con Estados Unidos albergando la mayor cantidad de clubes para adultos del mundo, empleando a más de 500,000 personas. Entre el 66% y el 90% de las mujeres en esta industria fueron abusadas sexualmente durante su infancia. Estas mujeres presentan tasas más altas de abuso de sustancias, enfermedades de transmisión sexual, violencia doméstica, depresión, agresión violenta, violación y TEPT en comparación con la población general.
Los efectos emocionales de la prostitución son devastadores. La disociación, una respuesta a eventos traumáticos incontrolables, es común entre las personas prostituidas, similar a la respuesta de prisioneros de guerra. La investigación ha mostrado que tanto el trabajo sexual en espacios interiores como exteriores aumenta el riesgo de ser asaltado. En el trabajo sexual externo, el 82% de las mujeres informaron haber sido agredidas físicamente y el 68% haber sido violadas. En entornos internos, se reportaron más violencia sexual y amenazas con armas. Las mujeres en la industria del sexo frecuentemente enfrentan múltiples estresores psicosociales, recursos limitados y un alto índice de problemas de salud no tratados y legales.
Otros estudios que evaluaron la presencia de alteraciones psicológicas en prostitutas, en comparación con no prostitutas, también documentaron dificultades de concentración y memoria, así como problemas de sueño (con una incidencia del 79%), irritabilidad (64%), ansiedad (60%), fobias (26%), ataques de pánico (24%), compulsiones (37%), obsesiones (53%), fatiga (82%) y preocupaciones por la salud física (35%) y el 30% de la muestra reportó un intento de suicidio.

## Contexto

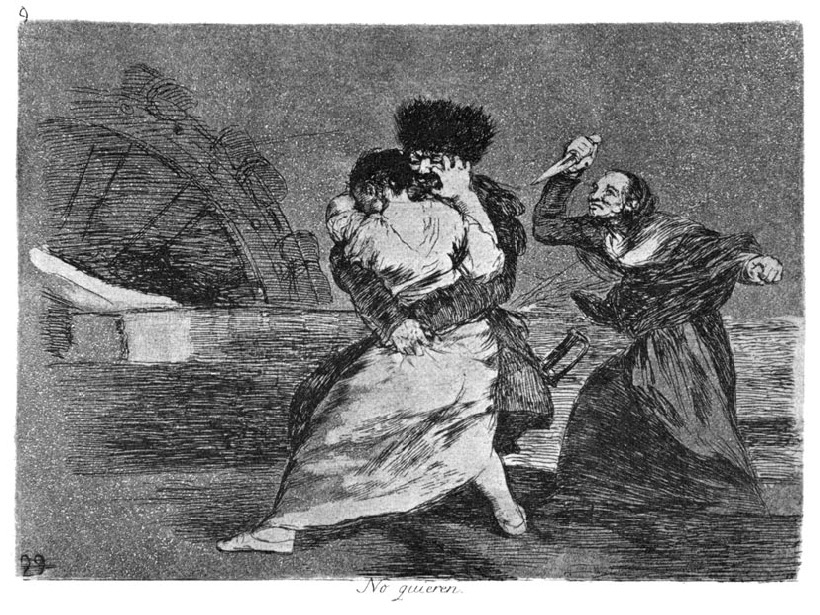
No quieren (They do not want to) de Francisco Goya (1746–1828) representa a una mujer anciana empuñando un cuchillo en defensa de una niña que está siendo asaltada por un soldado.

Las consecuencias de ser repetidamente compradas y vendidas para sexo con extraños resultan en una variedad de problemas médicos, incluyendo desnutrición, problemas relacionados con el embarazo, lesiones antiguas y nuevas por agresiones sexuales y físicas como quemaduras, huesos rotos, heridas de arma blanca, traumas dentales, lesiones cerebrales traumáticas, lesiones anogenitales (prolapso rectal/lesiones vaginales), lesiones internas, infecciones de transmisión sexual y condiciones médicas crónicas no tratadas. Las personas en situación de prostitución están sujetas a múltiples formas de violencia, como violación, agresión sexual, abuso emocional, económico y físico, privación de alimentos y sueño, y actos de tortura por parte de proxenetas, traficantes, propietarios de burdeles y compradores de sexo. Esto resulta en un trauma psicológico y físico acumulativo con impacto de por vida. Las personas en prostitución a menudo experimentan estrés y traumas múltiples, como abuso físico o sexual en la infancia, la explotación sexual misma y la falta de vivienda, y pueden tener dificultades para recordar detalles de su vida debido a lesiones cerebrales traumáticas, daño en la memoria, recuerdos reprimidos o disociación, en gran parte causados por proxenetas, traficantes y compradores de sexo. Los trastornos psiquiátricos reportados incluyen depresión, ansiedad, esquizofrenia, trastornos alimentarios, disfunción sexual, consumo de sustancias, ideación suicida o intentos de suicidio, autolesiones, trastorno de estrés postraumático (TEPT) y trastornos disociativos.
La disociación, un síntoma severo relacionado con el trauma, es común y se desarrolla como estrategia de afrontamiento ante eventos extremadamente dolorosos, aterradores o potencialmente mortales. Además, los proxenetas y traficantes a menudo controlan el acceso de las víctimas a la atención médica, permitiéndoles buscar atención solo cuando las lesiones o enfermedades son particularmente graves o si su capacidad para ganar dinero se ve afectada, pero a menudo prohíben el cuidado preventivo o de seguimiento. Las cicatrices traumáticas de este daño físico y psicológico son permanentes. Los niños traficados para sexo son los más vulnerables a los daños médicos y psicológicos. La entrada en la prostitución típicamente ocurre entre la infancia y la adolescencia, siendo la mayoría inicialmente atraídos por un "novio" y/o "protector". Aunque no todos entran al comercio sexual a través de un proxeneta o traficante, cada encuentro con un comprador de sexo pone a la persona en riesgo de sufrir daño. Los estudios sugieren que hasta el 50% de las víctimas de trata de personas buscan atención médica mientras están en situación de tráfico. Los efectos perjudiciales de la prostitución se reflejan en las altas tasas de TEPT entre los sobrevivientes, con síntomas como ansiedad, depresión, insomnio, irritabilidad, recuerdos recurrentes, entumecimiento emocional y estado de alerta extrema. De 475 personas en prostitución entrevistadas en cinco países, el 67% cumplía con los criterios diagnósticos de TEPT, indicando que las consecuencias traumáticas de la prostitución son similares en diferentes culturas. Las personas en prostitución sufren niveles extremadamente altos de violencia: el 62% de las mujeres reportan haber sido violadas y el 73% reportan haber sido agredidas físicamente en el comercio sexual. Los jóvenes transgénero en situación de prostitución tienen más de cuatro veces más probabilidades de tener VIH que aquellos sin tal historia. Las tasas de mortalidad para mujeres en prostitución son 40 a 50 veces el promedio nacional. Entre las víctimas conocidas de violencia fatal contra personas transgénero en los EE. UU. de 2013 a 2018, el 32% estaba en el comercio sexual, incluyendo muchas que murieron mientras estaban en prostitución.
En "Prostitution and the Invisibility of Harm" de Melissa Farley,  examina cómo los daños asociados con la prostitución son invisibles en la sociedad, la ley, la salud pública y la psicología. Farley argumenta que la invisibilidad de estos daños se origina en el uso de términos que ocultan la violencia inherente a la prostitución, así como en perspectivas de salud pública y teorías psicológicas que ignoran el daño infligido por los hombres a las mujeres en la prostitución.La autora resume literatura que documenta los daños físicos y psicológicos abrumadores que sufren las personas en prostitución y discute la interconexión de la prostitución con el racismo, el colonialismo y el abuso sexual infantil. Farley describe la prostitución como una forma de violencia sexual que genera beneficios económicos para los perpetradores y sostiene que, al igual que la esclavitud, es una forma lucrativa de opresión. Destaca cómo las instituciones protegen los negocios de sexo comercial debido a sus enormes ganancias, y cómo estas instituciones, profundamente arraigadas en las culturas, se vuelven invisibles. La autora critica la normalización de la prostitución por parte de investigadores, agencias de salud pública y la ley, señalando la contradicción en oponerse al tráfico de personas mientras se promueve el "trabajo sexual consensuado". Farley argumenta que suponer que existe consentimiento en la prostitución es desaparecer su daño, y menciona que la línea entre coerción y consentimiento en la prostitución está deliberadamente borrosa. La autora propone utilizar términos que mantengan la dignidad de las mujeres en prostitución y critica el uso de términos que disimulan la violencia inherente a esta práctica. Además, el artículo documenta la prevalencia de violencia física y sexual en la prostitución, citando estudios que muestran altos porcentajes de violación y agresión física entre las mujeres en esta situación. Farley también destaca la similitud entre la violencia doméstica y la violencia en la prostitución, y sugiere que los enfoques de tratamiento para mujeres maltratadas también son aplicables a las mujeres prostituidas. Finalmente, Farley aborda la intersección de racismo y colonialismo en la prostitución, señalando cómo las mujeres son explotadas en función de su apariencia y estereotipos étnicos, y discute cómo el abuso sexual infantil prepara el terreno para la prostitución en la adolescencia y la adultez.

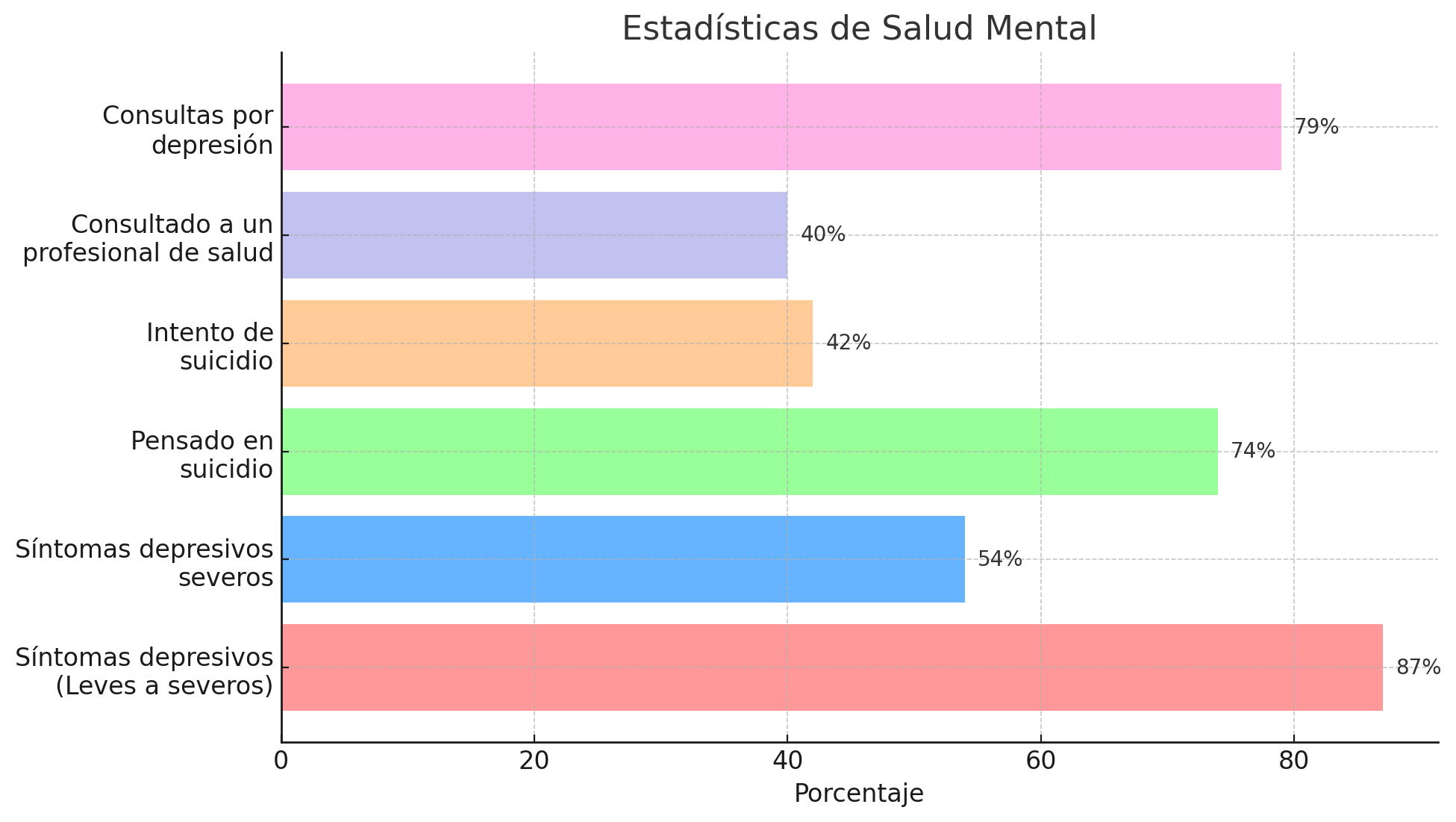
El gráfico se corresponde al análisis del cuadro psicológico hecho sobre un estudio realizado sobre 72 trabajadoras sexuales que prestan sus servicios en la calle en la ciudad de Sídney con el fin de establecer vínculos entre el trastorno de estrés postraumático, vivir en la calle, las conductas de riesgo, la alta prevalencia abusos sexuales en la infancia, el bajo nivel educativo y la drogadicción que ponen de manifiesto un posible vínculo entre el trauma en la infancia y la precariedad y riesgos de la prostitución que se realiza en las calles.
Fuente: Posttraumatic stress disorder among female street-based sex workers in the greater Sydney area, Australia.

La investigación sobre el impacto psicológico asociado al trabajo sexual, especialmente cuando hay exposición a situaciones de violencia, ha demostrado que esta actividad está relacionada con el desarrollo de estrés psicológico, así como con la aparición de muchas otras consecuencias negativas tanto a corto como a mediano y largo plazo. Entre estas consecuencias se encuentran trastornos depresivos, trastornos de ansiedad, trastornos de estrés postraumático, síntomas de trauma sexual y trastornos adictivos relacionados con el uso de sustancias.
El estudio de El-Bassel et al. (1997) mostró que las trabajadoras sexuales, en comparación con una muestra de control, presentaban puntuaciones más altas en las subescalas de sintomatología obsesivo-compulsiva, depresión, ansiedad, hostilidad, ansiedad fóbica, ideación paranoide y psicoticismo. Para evaluar si existía una relación directa, los autores aislaron otras variables que podrían contribuir a estos valores más altos (diferencias de edad, etnicidad, embarazo, percepción del riesgo de contraer VIH, violación y uso de sustancias) y encontraron una correlación significativa entre el trabajo sexual y el estrés psicológico.
En las últimas décadas, la percepción sobre la salud mental ha cambiado significativamente, especialmente entre los jóvenes, quienes discuten abiertamente sobre la depresión, la ansiedad y la terapia. La salud mental se ha convertido en un tema recurrente en la cultura popular, habitualmente expuesto en series de televisión, películas y canciones, y ha sido foco de numerosas leyes propuestas y aprobadas recientemente. Este cambio es fundamental para abordar la salud mental de grupos en alto riesgo, como las personas que venden sexo. Estas personas, a menudo obligadas a esta actividad por supervivencia, coerción o engaño, suelen carecer de redes de apoyo y enfrentan precariedad económica, violencia previa y marginación social, con un riesgo particular para las chicas LGBTQ+ y negras. La mayoría de quienes han vendido sexo comenzaron siendo menores de edad, deseaban salir del comercio sexual y sufrieron daños significativos, como relata Esperanza Fonseca, una sobreviviente que describe sentimientos de soledad y tristeza profunda. 
La prostitución puede tener efectos psicológicos profundos y duraderos en quienes la ejercen. Estos efectos pueden manifestarse en una variedad de trastornos y síntomas que afectan la salud mental y el bienestar emocional. A continuación se presenta una tabla detallada que explora diversos trastornos psicológicos asociados con la prostitución, describiendo sus síntomas, las razones de su aparición, las posibles consecuencias, tratamientos disponibles, la gravedad y la prevalencia entre las mujeres afectadas.
| Trastorno                                                            | Descripción y síntomas                                                                    | Razón del por qué aparece                               | Consecuencias                                              | Tratamiento                                         | Gravedad | Porcentaje de mujeres en las que aparece |
| -------------------------------------------------------------------- | ----------------------------------------------------------------------------------------- | ------------------------------------------------------- | ---------------------------------------------------------- | --------------------------------------------------- | -------- | ---------------------------------------- |
| Abuso de sustancias                                                  | Uso excesivo de drogas o alcohol                                                          | Automedicación, evasión de la realidad                  | Problemas de salud, dependencia, deterioro social          | Rehabilitación, terapia de adicciones               | Alta     | 70%                                      |
| Baja autoestima                                                      | Sentimiento de inutilidad, falta de confianza                                             | Abuso y estigmatización                                 | Autosabotaje, dependencia emocional                        | Terapia de autoestima, afirmaciones positivas       | Alta     | 70%                                      |
| Depresión                                                            | Tristeza persistente, falta de interés, fatiga                                            | Abuso emocional y físico, aislamiento                   | Disminución de la calidad de vida, ideación suicida        | Antidepresivos, terapia                             | Alta     | 65%                                      |
| Trastorno de estrés postraumático (TEPT)                             | Flashbacks, pesadillas, evitación de recuerdos traumáticos                                | Exposición a situaciones traumáticas recurrentes        | Ansiedad crónica, problemas de relación, depresión         | Terapia cognitivo-conductual, EMDR, medicación      | Alta     | 60%                                      |
| Aislamiento social                                                   | Evitación de contacto social, soledad                                                     | Vergüenza, miedo al juicio                              | Depresión, ansiedad                                        | Terapia grupal, apoyo comunitario                   | Alta     | 60%                                      |
| Ansiedad                                                             | Nerviosismo, pánico, inquietud                                                            | Estrés constante, inseguridad laboral                   | Problemas de sueño, problemas digestivos                   | Terapia cognitivo-conductual, medicación            | Media    | 55%                                      |
| Hipervigilancia y Paranoia                                           | Estado constante de alerta, desconfianza                                                  | Exposición a situaciones peligrosas                     | Fatiga, problemas de relación                              | Terapia, técnicas de relajación                     | Media    | 45%                                      |
| Comportamientos autodestructivos                                     | Autoagresión, conductas de riesgo                                                         | Desesperanza, intento de control del dolor emocional    | Lesiones físicas, intentos de suicidio                     | Terapia dialéctico-conductual, apoyo psicológico    | Alta     | 40%                                      |
| Pérdida del placer sexual                                            | Anhedonia sexual, disfunción sexual                                                       | Trauma sexual, abuso                                    | Problemas de relación, insatisfacción personal             | Terapia sexual, apoyo psicológico                   | Alta     | 40%                                      |
| Trastorno de personalidad disociativa                                | Identidades múltiples, amnesia, despersonalización                                        | Trauma severo, necesidad de desconexión emocional       | Dificultades en relaciones, confusión, angustia            | Psicoterapia, técnicas de integración               | Alta     | 30%                                      |
| Somatización                                                         | Dolores físicos sin causa médica aparente                                                 | Estrés y trauma emocional                               | Problemas médicos, diagnóstico complicado                  | Terapia psicosomática                               | Media    | 35%                                      |
| Dificultades para establecer vínculos emocionales                    | Incapacidad de confiar o conectarse emocionalmente                                        | Trauma relacional, abandono                             | Relaciones superficiales, soledad                          | Terapia de vínculo                                  | Alta     | 50%                                      |
| Trastornos alimentarios                                              | Bulimia, anorexia, alimentación compulsiva                                                | Control del estrés, imagen corporal distorsionada       | Problemas de salud, desequilibrio nutricional              | Terapia alimentaria, apoyo nutricional              | Alta     | 35%                                      |
| Adicción al dinero, sexo y emociones                                 | Compulsión por obtener dinero, sexo o situaciones emocionales intensas                    | Refuerzo positivo de conductas, necesidad de validación | Problemas financieros, relaciones disfuncionales           | Terapia, grupos de apoyo                            | Media    | 50%                                      |
| Sensación constante de peligro, desconfianza extrema hacia los demás | Miedo continuo, evasión de interacción social                                             | Traumas repetidos, traiciones                           | Aislamiento, problemas de relación                         | Terapia cognitivo-conductual                        | Alta     | 50%                                      |
| Trastornos del sueño                                                 | Insomnio, pesadillas                                                                      | Estrés, ansiedad, trauma                                | Fatiga, problemas de salud mental                          | Terapia del sueño, higiene del sueño                | Media    | 50%                                      |
| Deficiencia cognitiva                                                | Problemas de concentración, toma de decisiones                                            | Trauma prolongado, estrés                               | Dificultades laborales y personales                        | Terapia cognitiva, entrenamiento cerebral           | Media    | 25%                                      |
| Problemas de memoria                                                 | Olvidos frecuentes, confusión                                                             | Estrés postraumático, disociación                       | Dificultades en la vida cotidiana                          | Terapia cognitiva                                   | Media    | 30%                                      |
| Despersonalización y Desrealización                                  | Sentimientos persistentes de estar fuera del propio cuerpo o de que el entorno no es real | Estrés severo, disociación como mecanismo de defensa    | Dificultades para funcionar en la vida diaria, aislamiento | Terapia cognitivo-conductual, técnicas de grounding | Media    | 20%                                      |

### Motivaciones para entrar en la prostitución
El estudio titulado "Prostituição: um estudo sobre as dimensões de sofrimento psíquico entre as profissionais e seu trabalho", investiga las dificultades psíquicas que pasan las trabajadoras sexuales debido a los juicios morales y las condiciones de trabajo adversas. Se basa en la psicodinamica del trabajo, que define la normalidad como un equilibrio precario entre los constrangimientos laborales y las defensas psíquicas que los trabajadores desarrollan para mantener su salud mental. Las prostitutas pueden preservar un equilibrio psíquico a pesar de los constrangimientos y los juicios morales que enfrentan en la sociedad contemporánea. Una de las preguntas de la investigación fue por qué las mujeres eligen la prostitución como profesión. Las respuestas indicaron que la necesidad económica es un factor más importante. Las trabajadoras mencionaron la necesidad de mantener a sus hijos y apoyar a sus familias como motivaciones principales para entrar en la prostitución. Además, algunas compararon sus ingresos en la prostitución con trabajos anteriores en los que ganaban mucho menos dinero por jornadas de trabajo más largas y difíciles.
Las trabajadoras sexuales desarrollan mecanismos para manejar los deseos y gustos de sus clientes, demostrando su capacidad de concepción dentro de su profesión. Sin embargo, establecen límites claros sobre lo que están dispuestas a hacer, independientemente del pago, para preservar su integridad y salud mental.
La mayoría de las investigaciones señalan problemas financieros y sociales como las principales causas de la prostitución. Factores como la falta de oportunidades de empleo, conflictos familiares y necesidades económicas urgentes impulsan a muchas mujeres a esta profesión. Sin embargo, aunque el sistema patriarcal y la violencia de género son realidades, también existen mujeres que eligen esta profesión por deseos y voluntades propias. La prostitución no es homogénea y abarca una pluralidad de deseos y expresiones de sexualidad.
La entrada de muchas mujeres en el trabajo sexual ocurre a través de falsas promesas de matrimonio o empleo bien remunerado en otra ciudad. Una vez en el trabajo sexual, el estigma percibido y el abuso sexual por parte de funcionarios de la ley, quienes a menudo también son clientes, las convencen de que no hay ayuda externa disponible. Estas circunstancias extremas obligan a las mujeres a centrarse en la supervivencia en lugar de en la fuga, lo que es esencialmente el núcleo del síndrome de Estocolmo: un intento psicológico de sobrevivir físicamente en cautiverio. Este patrón de comportamiento no se limita a la prostitución en burdeles, ya que relaciones similares están presentes en la prostitución en la calle, en domicilios y basada en castas. Esto ha sido un punto de dificultad para los programas de rehabilitación contra la trata en todo el mundo. 
El papel de la madre afecta las decisiones y comportamientos de las mujeres atrapadas en estas situaciones. La maternidad no solo se convierte en un rol natural y biológico, sino también en una fuente de vulnerabilidad y fuerza emocional.Desde el punto de vista psicológico, el miedo a perder a sus hijos o la incapacidad de cuidarlos adecuadamente debido a su situación de explotación sexual es uno de los factores más influyentes en la psique de estas mujeres. Este miedo puede generar una intensa ansiedad y estrés crónico, que a su vez perpetúa el ciclo de explotación. La amenaza constante de separación de sus hijos puede desencadenar respuestas de sumisión y conformidad, ya que las mujeres pueden sentirse atrapadas y sin opciones. La ansiedad y el miedo al abandono no solo afectan su bienestar emocional, sino que también limitan su capacidad para tomar decisiones racionales y estratégicas para escapar de su situación.
La necesidad de proteger y mantener a sus hijos puede entrar en conflicto con su deseo de escapar y buscar una vida mejor. Esta disonancia cognitiva puede ser debilitante, ya que las mujeres pueden sentirse constantemente divididas entre dos opciones igualmente dolorosas.El instinto maternal de proteger a sus hijos también puede motivar a algunas mujeres a buscar escapar de la explotación. Sin embargo, este impulso protector puede verse obstaculizado por la falta de recursos, apoyo y opciones viables. La incertidumbre sobre el futuro y el miedo a las represalias violentas pueden paralizar su capacidad para actuar. Desde una perspectiva psicológica, esto puede generar un estado de indefensión aprendida, donde las mujeres creen que no tienen control sobre su situación y que cualquier intento de cambio será en vano o peligroso.

### Factores de riesgo
La prostitución se asocia principalmente con la pobreza y, en la mayoría de los casos, no es una elección profesional ni una vocación, sino una forma de comercializar el cuerpo debido a la falta de oportunidades. Está directamente relacionada con la desigualdad social y las cuestiones de género en el país. Los principales beneficiarios de este comercio son los proxenetas y aquellos involucrados en la gestión del tráfico y el turismo sexual.
La prostitución se entiende a menudo en el contexto del modelo tradicional de riesgo del consumidor, donde se percibe que el producto consumido es el agente que conlleva riesgos. Sin embargo, en la prostitución, la persona prostituida es el "producto" consumido, y es ella quien está en mayor riesgo, a pesar de que la prostitución a veces se describe erróneamente como "sexo entre adultos consentidores". La prostitución ocurre porque la persona prostituida no consentiría al sexo con el comprador si no fuera pagada, lo que redefine la noción de consentimiento y riesgo en este contexto. El modelo tradicional de riesgo del consumidor no se aplica adecuadamente a la prostitución, donde la persona prostituida asume riesgos significativamente mayores que el comprador de sexo o el proxeneta. Un comprador de sexo entrevistado explicó que "estar con una prostituta es como tomar una taza de café, cuando terminas, la tiras". Esta perspectiva muestra la deshumanización y la objetificación de las personas prostituidas.
La prostitución suele ser el resultado de una combinación de factores individuales, sociales y económicos. Las personas que se involucran en la prostitución lo hacen debido a una serie de circunstancias adversas que limitan sus opciones y aumentan su vulnerabilidad a la explotación. A continuación se presenta una lista de factores de riesgo que pueden contribuir a que una persona caiga en la prostitución:
- Pobreza: La falta de recursos económicos es uno de los principales factores que empujan a las personas a la prostitución. La necesidad urgente de dinero para cubrir necesidades básicas como alimentos, vivienda y atención médica puede llevar a decisiones desesperadas.

- Falta de educación: Las oportunidades educativas limitadas restringen las opciones de empleo, lo que a su vez puede empujar a las personas hacia la prostitución como una forma de ganar dinero rápidamente.

- Desempleo: La falta de empleo o la inestabilidad laboral pueden llevar a las personas a buscar medios alternativos de ingresos, incluida la prostitución, especialmente en contextos donde hay pocas oportunidades de trabajo formal.

- Historial de abuso sexual en la infancia: El abuso sexual durante la infancia es un precursor común de la prostitución. Las experiencias traumáticas pueden llevar a la vulnerabilidad y a la normalización de la explotación sexual en la vida adulta.

- Violencia doméstica: Las personas que han sido víctimas de violencia doméstica pueden recurrir a la prostitución como una forma de escapar de una situación abusiva o de ganar independencia financiera.

- Falta de apoyo familiar y social: La ausencia de una red de apoyo sólida puede dejar a las personas sin recursos emocionales o económicos, aumentando su vulnerabilidad a la explotación sexual.

- Trastornos mentales: Problemas de salud mental, como depresión, ansiedad y trastorno de estrés postraumático, pueden hacer que las personas sean más susceptibles a la explotación en la prostitución.

- Experiencias previas de explotación: Las personas que han sido objeto de trata o explotación laboral pueden ser más vulnerables a caer en la prostitución debido a la continuidad del ciclo de explotación.

- Desigualdad de género: La discriminación y la desigualdad de género pueden limitar las oportunidades y aumentar la vulnerabilidad de las mujeres a la explotación sexual.

- Desplazamiento y migración: Las personas desplazadas o migrantes, especialmente aquellas sin documentos, son particularmente vulnerables a la explotación sexual debido a su situación precaria y falta de protección legal.

- Factores culturales y sociales: En algunas culturas y sociedades, las normas y expectativas sociales pueden contribuir a la explotación sexual, ya sea por la estigmatización de las víctimas o por la aceptación de la prostitución como una solución económica.

- Coerción y engaño: Muchas personas son forzadas o engañadas para entrar en la prostitución, ya sea por medio de la trata de personas, promesas falsas de empleo o coerción directa por parte de proxenetas.

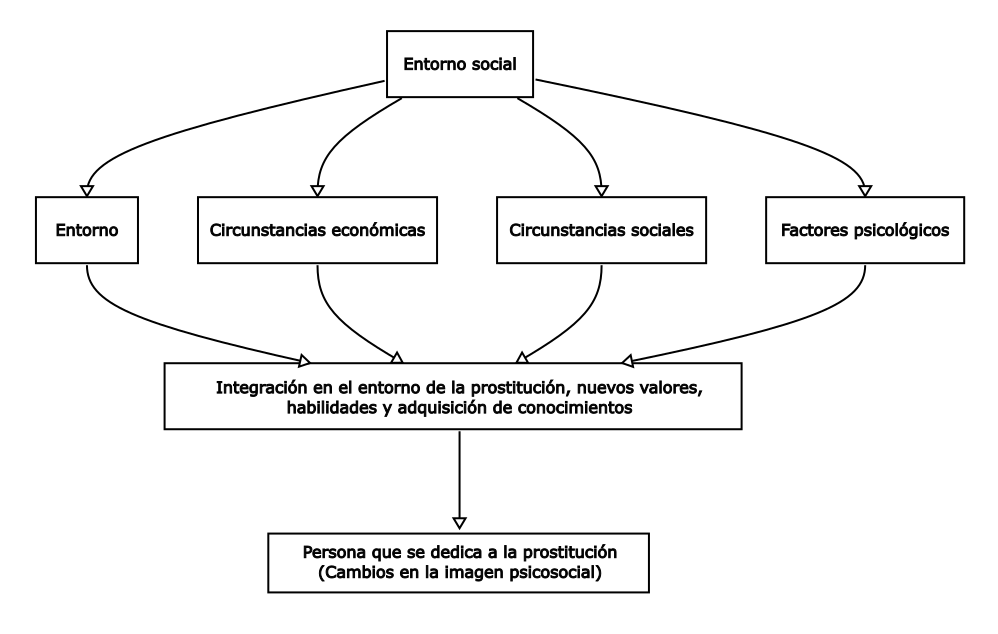
Factores de Riesgo para la Prostitución.
Fuente: Psychosocial changes in the image of women engaged in prostitution

Los riesgos asociados a la prostitución son numerosos y bien documentados. Incluyen acoso sexual, violación y violación sin condón, violencia doméstica, agresión física y secuelas psicológicas como el trastorno de estrés postraumático (TEPT), trastornos disociativos, depresión, trastornos alimentarios, intentos de suicidio y abuso de sustancias. La frecuencia de la violación en la prostitución resulta en tasas extremadamente altas de infecciones de transmisión sexual, incluido el VIH, con estudios que reportan una prevalencia del VIH del 93% en algunas poblaciones de personas prostituidas.El abuso y la negligencia familiar a menudo preceden la entrada en la prostitución. El abuso físico, sexual y emocional durante la infancia es un precursor común, considerado por muchos expertos como un factor de riesgo necesario para la prostitución. En un estudio, el 70% de las mujeres adultas en prostitución reportaron que el abuso sexual en la infancia fue responsable de su entrada en la prostitución. Este abuso crea un ciclo de victimización que impacta sus futuros y las prepara para la explotación en la prostitución.

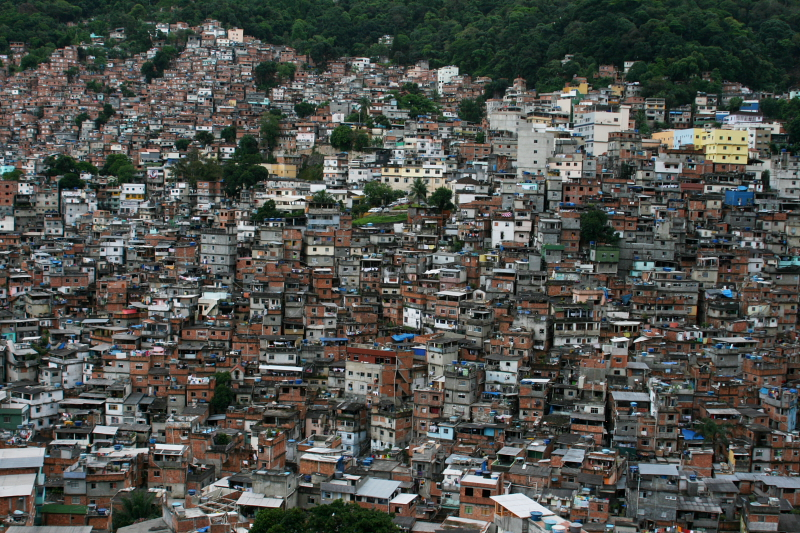
La pobreza en la Rocinha de Río de Janeiro es uno de los principales desencadenantes de la prostitución en la ciudad.

Las fantasías de los compradores de sexo impulsan las realidades de las personas prostituidas. Los compradores buscan cumplir sus fantasías a través de las personas prostituidas, quienes deben actuar según las expectativas del comprador. El incumplimiento de estas expectativas a menudo conduce a violencia brutal. La objetificación y la deshumanización son intrínsecas a la prostitución, donde las personas prostituidas son vistas como objetos o productos con valor económico, lo que facilita su explotación y abuso.La violencia física es una constante en la prostitución. Un estudio ocupacional señaló que el 99% de las mujeres en prostitución fueron víctimas de violencia, con lesiones más frecuentes que en ocupaciones consideradas peligrosas como la minería o la lucha contra incendios. La pobreza y la duración en la prostitución están asociadas con una mayor violencia. En Vancouver, el 75% de las mujeres en prostitución sufrieron lesiones físicas por violencia, incluidas fracturas y lesiones en la cabeza.
Los efectos emocionales de la prostitución son devastadores. La disociación, una respuesta a eventos traumáticos incontrolables, es común entre las personas prostituidas, similar a la respuesta de prisioneros de guerra torturados o niños sexualmente abusados. La disociación es una habilidad necesaria para sobrevivir a la violación en la prostitución, reflejando la disociación necesaria para soportar el abuso sexual familiar. Los trastornos disociativos, la depresión y otros trastornos del estado de ánimo son comunes entre las personas prostituidas en diversos entornos. La prostitución y la esclavitud comparten características de deshumanización y cosificación, resultando en una "muerte social". La persona prostituida se reduce a partes del cuerpo y actúa el papel que los compradores desean, sufriendo un ataque sistemático a su humanidad. Esta cosificación se internaliza, causando cambios profundos en la percepción de sí mismas y en sus relaciones con los demás.
Los compradores de sexo a menudo entienden los riesgos y las consecuencias de la prostitución, pero racionalizan su comportamiento. Muchos reconocen la explotación y la coerción económica, pero continúan comprando sexo. Las estrategias de negación de riesgo, como la minimización de los abusos o la justificación del pago, perpetúan la explotación.
La prostitución no solo implica riesgos para las personas prostituidas, sino también para los compradores, quienes enfrentan riesgos legales, estigmatización social y riesgos de salud. Sin embargo, la atención pública a menudo se centra más en la salud del comprador que en la de la persona prostituida, perpetuando el mito de que las personas prostituidas son vectores de enfermedades.La negación pública de los riesgos de la prostitución es alimentada por narrativas de compradores y proxenetas que ocultan la violencia y la explotación. Esta negación es similar a las estrategias de la industria del tabaco o de los negacionistas del cambio climático, donde se minimizan los daños y se justifica la explotación.
La complicidad de los gobiernos sostiene la prostitución. La legalización y la despenalización de la prostitución integran esta explotación en la economía estatal, aliviando a los gobiernos de la responsabilidad de encontrar empleo para las mujeres. Sin embargo, la legalización no elimina los riesgos inherentes a la prostitución, como lo demuestra la recomendación de capacitación en negociación de rehenes para personas en prostitución legalizada en Australia. El enfoque en la reducción de daños en la prostitución, como la distribución de condones, no aborda las raíces del problema. La eliminación del riesgo requiere opciones reales de supervivencia fuera de la prostitución y un cambio en las estructuras de poder que perpetúan la explotación. Las voces de sobrevivientes que han salido de la prostitución dirigen hacia soluciones legales obvias. Los compradores de sexo y los proxenetas deben ser responsabilizados, y se deben ofrecer alternativas de supervivencia para las personas prostituidas sin criminalizarlas. Varios países han adoptado enfoques abolicionistas, penalizando a los compradores de sexo y proporcionando servicios de salida y capacitación laboral a las personas prostituidas.

### Tipos de prostitutas
| «Eran de 30 a 40 clientes por día, hombres y mujeres. Mi cuerpo soportaba horarios laborales de 12 horas y los fines de semana se prolongaban más. Necesitaba analgésicos para aguantar. Desde la primera vez te quedas muerta en vida, te tocan diferentes hombres y las chicas menores de edad somos carne fresca. Me insultaban, pegaban, escupían, no me respetaban y así pasaban días, semanas, meses... hasta que se convirtieron en cuatro años».—Karla Jacinto. |

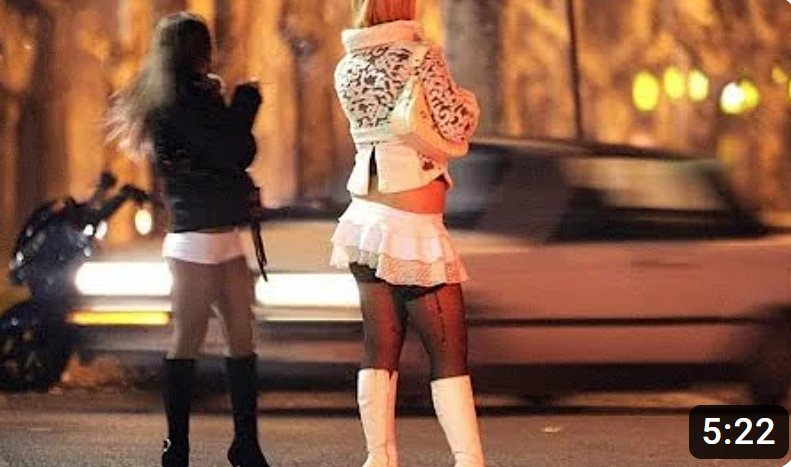
Prostituta Callejera en Argentina

La prostitución, desde el punto de vista psicológico, presenta una serie de impactos significativos que varían según el tipo de trabajo sexual y las condiciones en las que se lleva a cabo. Las prostitutas independientes, como las escorts y las call girls, pueden experimentar menores niveles de explotación y tener un mayor control sobre sus condiciones de trabajo, lo que podría mitigar algunos efectos negativos en su bienestar psicológico. Sin embargo, aquellas que trabajan en condiciones de alta explotación y violencia, como las prostitutas callejeras o las retenidas en deuda forzada, enfrentan graves consecuencias psicológicas. Estas incluyen trastorno de estrés postraumático, depresión, ansiedad y otros problemas de salud mental debido a la violencia física, sexual y emocional que sufren. La deuda forzada, en particular, es una forma extrema de explotación donde las mujeres son mantenidas en condiciones de esclavitud debido a deudas impagables, prevalente en países subdesarrollados. Esta situación las somete a traumas severos y a una constante amenaza de violencia, exacerbando sus problemas psicológicos y dificultando su capacidad para escapar de este ciclo de abuso y explotación.
El trabajo sexual callejero, en particular, está asociado con mayores niveles de estrés y riesgo debido a la exposición a la violencia, la explotación por parte de terceros y las malas condiciones laborales. Muchos trabajadores callejeros informan de experiencias de abuso físico y emocional, tanto por parte de clientes como de proxenetas. Este entorno puede llevar a una mayor incidencia de trastornos de salud mental, como ansiedad, depresión y estrés postraumático.
Por otro lado, los trabajadores sexuales que operan en entornos más controlados, como agencias de acompañantes o burdeles, reportan niveles más altos de satisfacción laboral y autoestima. Estos trabajadores tienen más control sobre sus condiciones de trabajo, pueden seleccionar a sus clientes y, en general, experimentan menos violencia. Esta mayor autonomía y control pueden traducirse en una mejor salud mental y una mayor sensación de empoderamiento.
| Tipo de Prostituta                                | Descripción                                                                                                | Impactos Psicológicos Detallados                                          | Diferencias con Otros Tipos de Prostituta                                | Nivel de Violencia | Clientes por Día (Promedio) |
| ------------------------------------------------- | --- | ------------------------------------------------------------------------- | ------------------------------------------------------------------------ | ------------------ | --------------------------- |
| Prostituta Callejera                              | Trabajan en las calles, ganan menos y son más vulnerables                                                  | Alta explotación, menos satisfacción laboral, alto riesgo de violencia    | Menor ingreso, mayor riesgo de violencia y explotación                   | Muy alto           | 8-12                        |
| Prostituta en Deuda Forzada                       | Retenidas en locales bajo deuda impagable, común en países subdesarrollados                                | Alta explotación, traumas psicológicos severos, violencia física y sexual | Forzadas a trabajar indefinidamente, condiciones inhumanas               | Muy alto           | 10-40                       |
| Trabajadora de Ventana                            | Trabajan en casas de prostitución con ventanas, como en Ámsterdam, y cobran salarios bajos a moderados     | Aislamiento social, menor satisfacción laboral                            | Visibles al público, menos contacto social que en burdeles               | Moderado           | 5-15                        |
| Trabajadora de Bar o Casino                       | Contactan a clientes en bares o casinos y se trasladan a otro lugar para el servicio                       | Baja a moderada explotación, potencial dependencia de clientes regulares  | Ingresos variables, mayor movilidad geográfica                           | Moderado           | 3-8                         |
| Empleada de Burdel                                | Trabajan en burdeles legales, deben compartir ganancias con los dueños                                     | Moderada explotación, contacto social regular con otros trabajadores      | Ubicaciones fijas, ambiente social más dinámico                          | Moderado           | 5-10                        |
| Empleada de Agencia de Escorts                    | Trabajan en ubicaciones privadas u hoteles, cobran precios altos, deben compartir ganancias con la agencia | Moderada explotación, cierta dependencia de la agencia                    | Similar a las independientes, pero con menos control sobre sus ganancias | Moderado           | 2-4                         |
| Call Girl/Escort Independiente                    | Trabajan por cuenta propia en hoteles y casas, cobran altos precios y mantienen privacidad                 | Menor explotación, más control sobre sus condiciones de trabajo           | Retienen todas sus ganancias, no dependen de terceros                    | Bajo               | 1-3                         |
| Fuente: Ronald Weitzer, "Legalizing Prostitution" | |                                                                           |                                                                          |                    |                             |

#### Prostitutas de alto nivel

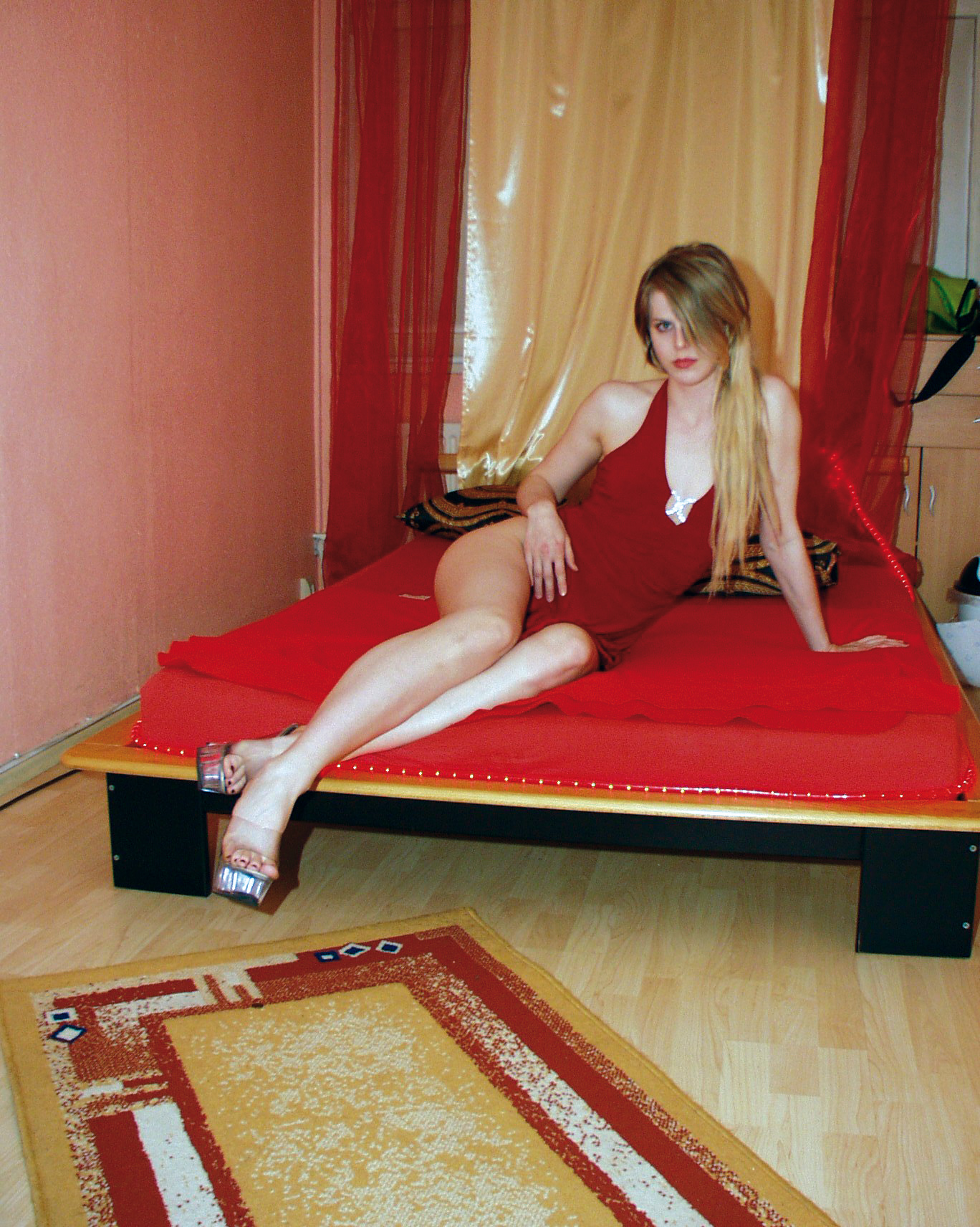
Prostituta alemana de alto nivel

El estudio de la psicología de las prostitutas de alto nivel revela una serie de patrones y traumas comunes que configuran su comportamiento y elecciones de vida. Muchas de estas mujeres provienen de infancias difíciles, marcadas por hogares rotos y relaciones familiares disfuncionales, lo que contribuye a su sentido de inseguridad y falta de autoestima. Desde temprana edad, aprenden a ver el sexo como una moneda de cambio, un medio para obtener el contacto emocional y las recompensas tangibles que tanto ansían.
Estas mujeres, a pesar de su inteligencia superior y habilidades artísticas, se sienten emocionalmente a la deriva y carecen de un concepto claro de su rol femenino. Su vida adulta está marcada por la búsqueda constante de validación y seguridad, aunque paradójicamente se encuentran atrapadas en una profesión que perpetúa su sentimiento de inutilidad y ansiedad. La mayoría lucha con problemas de adicción y relaciones inestables, incapaces de mantener amistades sólidas y recurriendo a defensas psicológicas como la proyección y la negación para lidiar con su realidad.
El éxito financiero y el lujo exterior no logran ocultar su profundo malestar emocional. A menudo, fingen alegría y afecto hacia sus clientes, pero en su vida privada, muchas son incapaces de experimentar satisfacción sexual y sufren de ansiedad y depresión. Las altas tasas de intentos de suicidio entre estas mujeres subrayan la gravedad de su sufrimiento psicológico.
El tratamiento psicoterapéutico puede ofrecer alivio y una salida de la prostitución, ayudando a estas mujeres a enfrentar y superar sus traumas pasados. A través de la terapia, algunas logran establecer relaciones más saludables y embarcarse en nuevas carreras legítimas, encontrando finalmente una medida de estabilidad y paz emocional.

## Mecanismos de afrontamiento
| «Los hombres me pedían que orinara en botellas para que bebieran o que se cagaran en la boca o les hornearan muffins con mi materia fecal para que se los comieran delante de mí. Un hombre me ofreció 10.000 dólares por tener sexo con su perro en una película. Otro fue tan descarado que me pidió que interpretara el papel de su hermana de nueve años, a quien solía abusar sexualmente cuando era adolescente.».—Andrea Heinz, exprostituta. |

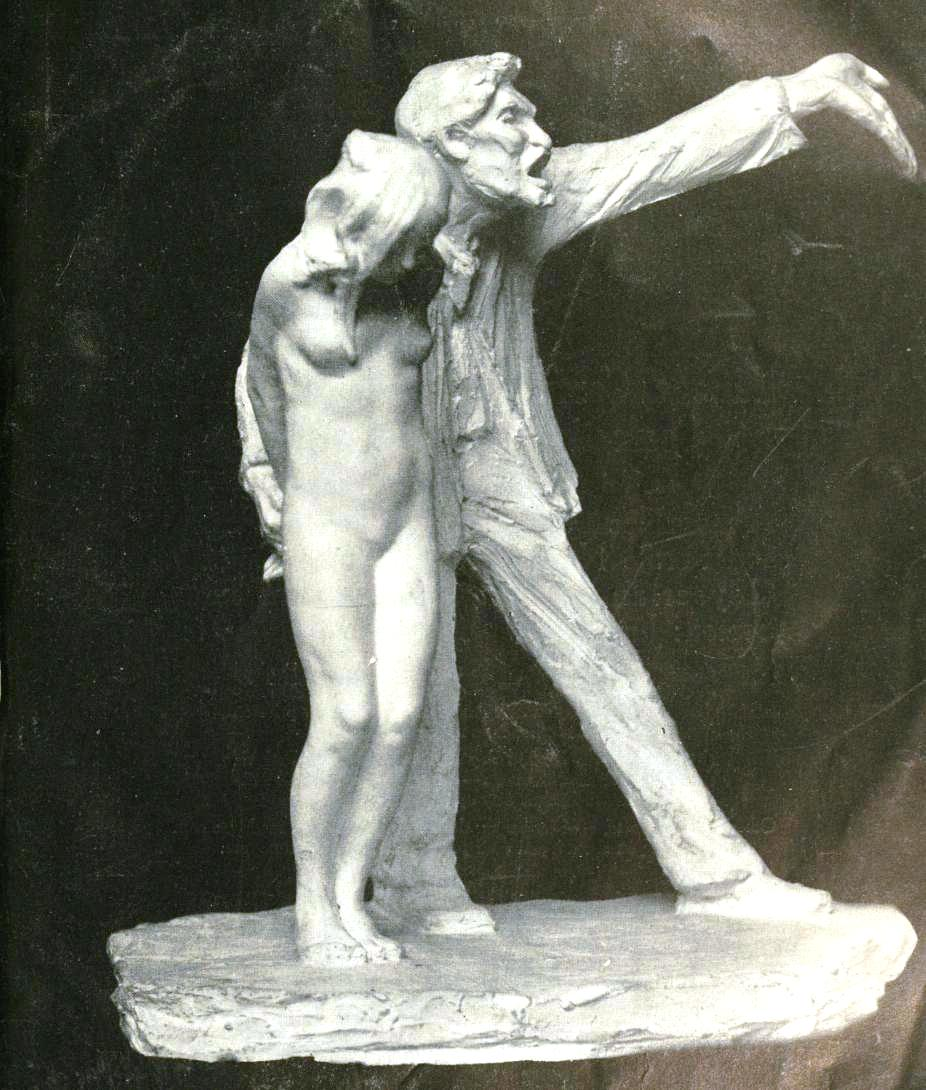
La esclava blanca, obra de Abastenia St. Leger Eberle, en denuncia de la prostitución infantil

Las trabajadoras sexuales femeninas sufren abusos físicos, sexuales y mentales intensos, ampliamente documentados en la literatura médica y de salud pública. Sin embargo, los mecanismos de afrontamiento mental empleados por estas mujeres para sobrevivir han sido menos estudiados.En el debate sobre la prostitución, las mujeres se dividen a menudo en dos grupos: las que fueron forzadas a la prostitución y las que ‘eligieron’ esta actividad. La definición de ‘fuerza’ o ‘coerción’ puede variar, pero la lógica subyacente permanece: existen mujeres que son obligadas a prostituirse mediante violencia o coerción económica y, por tanto, merecen compasión. Por otro lado, están aquellas que, aparentemente, lo eligen libremente, aunque tengan otras opciones disponibles, como acceso a servicios sociales y beneficios por desempleo.
La realidad, sin embargo, es más compleja. Mujeres de todas las clases sociales pueden encontrarse en situaciones de prostitución debido a experiencias de abuso sexual, físico o emocional, y pueden estar recreando estos traumas dentro del ámbito de la prostitución. Rachel Moran sostiene que la prostitución no es únicamente una consecuencia de la falta de poder económico de las mujeres, sino que existe principalmente debido a la demanda masculina.La prostitución también se considera una recreación de traumas previos. Andrea Dworkin mencionó que el incesto es el campo de entrenamiento para la prostitución, indicando que las experiencias de abuso infantil pueden predisponer a las mujeres a la prostitución. Huschke Mau añade que situaciones traumáticas pueden volverse adictivas debido a la liberación de adrenalina, una experiencia familiar para quienes han enfrentado violencia desde una edad temprana.
El sociólogo Pierre Bourdieu sugiere que el cuerpo sirve como un medio de memoria para cualquier orden social, internalizando inconscientemente las estructuras de desigualdad social o jerarquías sexuales. Esto significa que las experiencias de violencia y degradación se integran en la percepción de uno mismo, afectando profundamente la autoestima y el valor propio.Las mujeres prostituidas a menudo internalizan la violencia y desarrollan mecanismos de disociación para lidiar con la realidad de su situación. Forzarse a sentir disfrute durante los actos sexuales es una estrategia común para protegerse psicológicamente y para satisfacer las expectativas de los clientes, quienes a menudo necesitan creer que las mujeres disfrutan de la interacción sexual para calmar cualquier culpa sobre sus acciones. Prostitución también desempeña un papel en mantener el estatus de segunda clase de todas las mujeres dentro de la jerarquía de género. Michael Meuser describe cómo los espacios reservados exclusivamente para hombres permiten que estos refuercen su dominio y normalicen dinámicas sociales que perpetúan la supremacía masculina. La existencia de la prostitución, por tanto, tiene efectos adversos no solo para las mujeres prostituidas, sino para todas las mujeres en la sociedad.
La salida de la prostitución es un proceso largo y complejo que implica no solo encontrar una nueva forma de ingreso, sino también readaptarse a la vida cotidiana fuera del comercio sexual. Las mujeres que logran salir de la prostitución a menudo enfrentan problemas significativos en la reconstrucción de su autoestima y en la integración social.

### Despersonalización

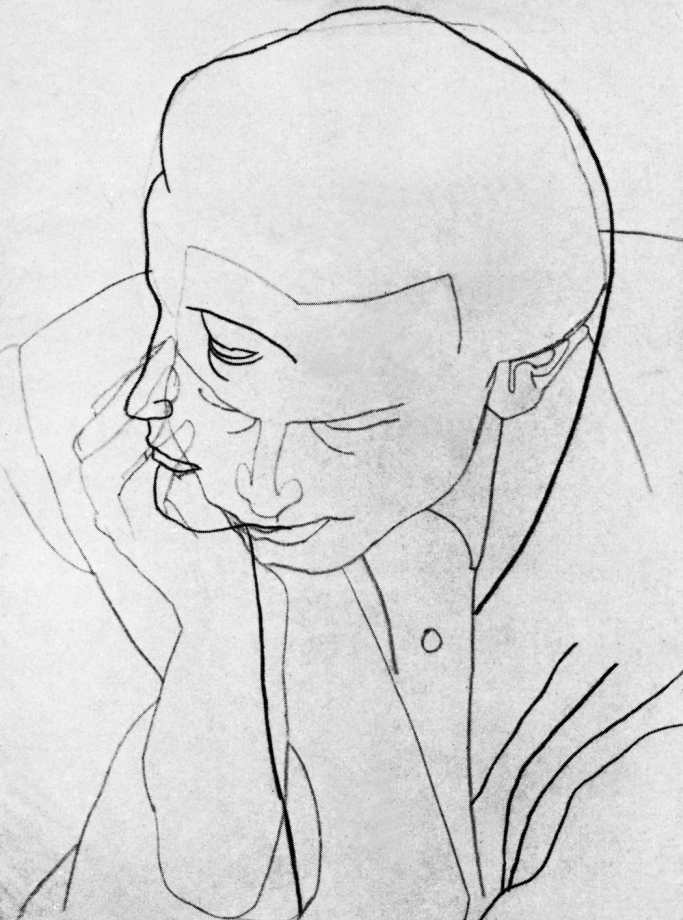
Las prostitutas tienen un alto nivel de disociaciones como no reconocerse en una situación, olvidar eventos desagradables o negarse a percibir ciertos eventos aversivos que las influyen.

La disociación es un proceso psicológico en el que una persona se desconecta de sus pensamientos, sentimientos, recuerdos o identidad. Este fenómeno es especialmente prevalente en individuos que han experimentado traumas severos, como el abuso sexual infantil. La disociación puede manifestarse de diversas maneras, desde amnesia hasta la creación de identidades múltiples, conocido como trastorno de personalidad múltiple (TPM).
El Trastorno de Identidad Disociativo (TID), anteriormente conocido como Trastorno de Personalidad Múltiple, es una condición frecuentemente malentendida y sensacionalizada en los medios de comunicación. Sin embargo, diversos estudios han revelado que entre el 1 y el 3% de la población general cumple con los criterios diagnósticos para el TID.
Diversos estudios han investigado la relación entre el abuso sexual infantil y los trastornos disociativos. El trastorno más comúnmente asociado con el abuso sexual infantil es el trastorno de personalidad múltiple. En un estudio de Colin A. Ross y colaboradores, se examinó a 236 personas con TPM y se encontró una alta prevalencia de abuso sexual en la infancia y disociación. Este estudio también destacó que, además de TPM, la prostitución y el trabajo en la industria del entretenimiento para adultos (bailarinas exóticas) mostraban una significativa incidencia de experiencias disociativas.
Para evaluar la prevalencia de disociación y abuso sexual infantil, se utilizaron herramientas como el Inventario de Trastornos Disociativos (DDIS) y la Escala de Experiencias Disociativas (DES). Estos instrumentos ayudan a identificar y medir la frecuencia y severidad de los síntomas disociativos. En el mencionado estudio, se incluyeron 60 sujetos divididos en tres grupos: 20 pacientes diagnosticados con TPM, 20 trabajadoras sexuales (prostitutas) y 20 bailarinas exóticas. Los resultados mostraron que la mayoría de los sujetos con TPM cumplían con los criterios del DSM-III-R para el diagnóstico de este trastorno, y la disociación fue común en las tres categorías de sujetos estudiados.

#### Causas
Una de las causas más comunes del TID es el abuso sexual infantil. Cuando un niño sufre un evento estresante como el abuso sexual, se activa la respuesta de lucha o huida. La disociación es una forma de escape psicológico cuando el niño no puede escapar físicamente. El niño puede imaginar que el abuso le está ocurriendo a otra persona o a otra "parte" de sí mismo. Si el abuso es severo y prolongado, esta "parte" puede desarrollar su propia identidad, separándose de la memoria consciente del niño.
Los sobrevivientes de traumas pueden presentar síntomas en lugar de recuerdos. Muchas personas con TID informan recuerdos de traumas infantiles y síntomas evidentes como "despertar" en lugares desconocidos o conocer a personas que las llaman por otro nombre. Sin embargo, es común que algunas personas no recuerden sus traumas infantiles, pero muestren síntomas más sutiles y difíciles de reconocer de TEPT y TID. Estos síntomas incluyen sentimientos inexplicables de culpa, vergüenza y falta de valía, entumecimiento emocional, problemas de concentración, inserción de pensamientos, despersonalización y desrealización. Sin recuerdos traumáticos conocidos a los que atribuir estos síntomas, la persona a menudo es diagnosticada incorrectamente y solo se tratan los problemas superficiales, enmascarando sus verdaderas necesidades.
Muchas víctimas de la trata tienen antecedentes de abuso sexual infantil, una causa principal del TEPT y el TID. Además, estudios han mostrado que las mujeres en la prostitución experimentan niveles de TEPT comparables a los de los veteranos de combate. También se ha encontrado que el 35% de las personas prostituidas y el 80% de las bailarinas exóticas experimentan trastornos disociativos, y entre el 5 y el 18% de las personas prostituidas y el 35% de las bailarinas exóticas cumplen con los criterios diagnósticos para el TID.

### Religión
Las mujeres en situación de prostitución a menudo recurren a diferentes tradiciones religiosas para abordar su situación, aunque con enfoques muy distintos. El pentecostalismo se presenta como una vía de escape, ofreciendo redención espiritual y un nuevo comienzo. Las iglesias pentecostales brindan apoyo emocional y comunitario, incentivando a las mujeres a dejar la prostitución a través de la conversión, el abandono de conductas consideradas pecaminosas y la integración en una comunidad que valora su nueva identidad moral.
En contraste, las religiones afro-brasileñas como la umbanda y el candomblé proporcionan herramientas para mejorar su éxito económico dentro de la prostitución. A través de rituales y ofrendas a entidades como Pombagira, estas mujeres buscan atraer más clientes y aumentar sus ingresos. Estas prácticas reflejan una relación pragmática y materialista con lo divino, basada en la creencia de que las entidades espirituales pueden otorgar favores y éxito material a cambio de ofrendas específicas.

#### Pentecostalismo
La categoría de ex-prostituta adquiere un valor simbólico. La conversión de prostitutas es vista como una transformación espiritual que reconfigura su vida, otorgándoles una nueva identidad moral y dignidad dentro de la comunidad religiosa. Esta narrativa enfatiza la redención y el poder transformador de la fe. Las experiencias de "vida malditas" se reinterpretan positivamente a través de la conversión religiosa. Los testimonios de mujeres convertidas, como el caso de una mujer conocida como "Irmã", muestran esta transformación gradual impulsada por la intervención divina, que reestructura su vida conforme a los valores y normas de la fe pentecostal. La narrativa de conversión se centra en el contraste entre la vida pasada de prostitución y un presente de bendiciones divinas y aceptación social. Irmã describe su vida anterior como llena de vicios y sufrimientos, y su transformación a través de la fe como un proceso de liberación y redención.
Irmã, una mujer de 59 años, nacida en Angra dos Reis, Río de Janeiro, fue criada en una pequeña ciudad de Minas Gerais. Comenzó a prostituirse a los 20 años en el cabaré de su madre adoptiva, quien también se dedicaba a la prostitución. Su madre biológica, abandonada por el padre de Irmã, había intentado abortarla y luego la entregó en adopción a esta mujer que dirigía el cabaré. Irmã vivió en este entorno hasta que un cliente, que se convirtió en su segundo esposo, la "rescató" del cabaré, aunque la relación fue abusiva y violenta. Con él, tuvo dos hijos y vivió 25 años de sufrimientos y adicciones.
Irmã describe su vida pasada como llena de vicios, violencia y desesperación. Estaba al borde del suicidio cuando conoció a una misionera de la Asamblea de Dios que la convenció de que Jesús la amaba y quería salvarla. Aunque inicialmente escéptica, Irmã finalmente se convirtió al pentecostalismo, comenzando un proceso de transformación profundo y gradual.
Su conversión marcó un cambio radical en su vida. Relata cómo, después de aceptar a Jesús, dejó de beber, de usar drogas y de prostituirse. La vida de Irmã se reconfiguró alrededor de los valores y normas de la iglesia pentecostal. Describía su pasado de prostitución en contraste con su presente de bendiciones y aceptación social dentro de la comunidad religiosa. Su testimonio se convirtió en una herramienta poderosa para atraer a otros hacia la fe, y ella misma empezó a dar charlas en las iglesias, compartiendo su historia de redención.
Irmã también detalla cómo su apariencia y comportamiento cambiaron. Dejó de usar ropa considerada indecente, así como joyas y otros adornos, sintiéndose avergonzada de sus hábitos anteriores al compararse con otras mujeres de la iglesia. Poco a poco, se alejó de sus antiguas amistades del cabaré y se sumergió en la comunidad de la iglesia, encontrando en ella un nuevo sentido de pertenencia y propósito.La historia de Irmã muestra la importancia del apoyo comunitario en su proceso de conversión. La iglesia no la juzgó por sus hábitos pasados, sino que, a través de la predicación y la comunión, la guio hacia una vida nueva. Este apoyo fue crucial para su transformación, ayudándola a superar la culpa y a encontrar una nueva identidad como mujer de fe.

#### Umbanda
Erika Bourguignon, quien exploró los fenómenos de disociación en diferentes contextos culturales. En su investigación, Bourguignon comparó casos de disociación, como el de una mujer en Nueva York y un hombre en São Paulo, se observa cómo la disociación se manifiesta de maneras culturalmente específicas. En el contexto de la Umbanda, una religión afrobrasileña, los estados disociativos se interpretan como posesión espiritual, donde el individuo actúa como médium para espíritus ancestrales. Estas experiencias no se consideran patologías, sino capacidades mediúmnicas que requieren desarrollo y aceptación dentro de la comunidad religiosa.Para las prostitutas, la disociación puede ser una estrategia necesaria para manejar la disonancia entre su identidad personal y las exigencias de su trabajo. Esta separación mental les permite realizar actos sexuales sin involucrar su verdadero yo, creando una barrera psicológica que protege su salud mental. Estas experiencias de disociación permiten que el individuo se enfrente a situaciones estresantes sin ser completamente consumido por ellas.
Bernstein y Putnam proponen un continuo para la disociación en la dimensión psicopatológica, sugiriendo que no todas las experiencias disociativas son inherentemente patológicas. Esta perspectiva es útil para entender cómo las prostitutas utilizan la disociación como una herramienta para sobrevivir emocional y psicológicamente en un entorno hostil.En la práctica, las prostitutas pueden experimentar una variedad de estados disociativos, desde sentirse como observadoras externas de sus propios cuerpos hasta adoptar identidades alternativas que manejan la interacción con los clientes. Estas identidades pueden actuar como una forma de autoprotección, permitiendo a las mujeres cumplir con su trabajo sin sentir el impacto emocional directo.

##### Pombagira
En Brasil, muchas mujeres en situación de prostitución recurren a prácticas espirituales y místicas para aumentar sus ingresos. Estas mujeres frecuentan casas espíritas y terreiros de candomblé o umbanda, donde se les aconseja comprar hierbas para baños y productos para ofrendas a entidades espirituales como la Dama da Noite o Pombagira. La creencia es que estos rituales atraerán más clientes y, por lo tanto, generarán mayores ingresos.Para cada entidad, las ofrendas varían e incluyen bebidas, perfumes y objetos rojos. Aunque algunas mujeres expresan escepticismo hacia estas creencias, muchas atribuyen el éxito financiero a su participación en estos rituales. Se observa que mujeres mayores a menudo tienen más éxito económico que sus contrapartes más jóvenes, lo que se atribuye a su implicación en estas prácticas espirituales.
El costo de estos rituales puede ser significativo. Algunas mujeres informan haber gastado grandes sumas de dinero en productos para ofrendas, con la promesa de obtener mayores ganancias. Sin embargo, existe una percepción mixta sobre la efectividad de estos rituales, ya que, aunque pueden atraer más clientes, el costo asociado a las ofrendas puede no ser compensador.

Pombagira es una figura central en estas prácticas espirituales, vista como una entidad poderosa capaz de hacer "milagros" y atraer éxito en el amor, las relaciones y el progreso material. Esta entidad está asociada con la manipulación de la sensualidad y la sexualidad, y se cree que puede eliminar obstáculos y enemigos para asegurar el éxito de sus devotas.Las creencias en torno a Pombagira no se limitan a la prostitución. En el imaginario social brasileño, Pombagira representa el arquetipo de la prostituta ritual, y es comúnmente solicitada para realizar trabajos sobre relaciones amorosas. Aunque no todas las Pombagiras son consideradas prostitutas, la conexión con la prostitución se debe a su representación como una mujer libre y poderosa.Las mujeres en situación de prostitución que participan en estas prácticas espirituales lo hacen bajo el principio de reciprocidad. Ofrecen objetos y realizan rituales a cambio de favores económicos y éxito en su profesión. Este sistema de intercambio refleja prácticas similares en el catolicismo popular, donde las personas hacen promesas a los santos a cambio de favores divinos. Sin embargo, en la prostitución, estas ofrendas están principalmente orientadas a mejorar la atracción sexual y el éxito financiero.

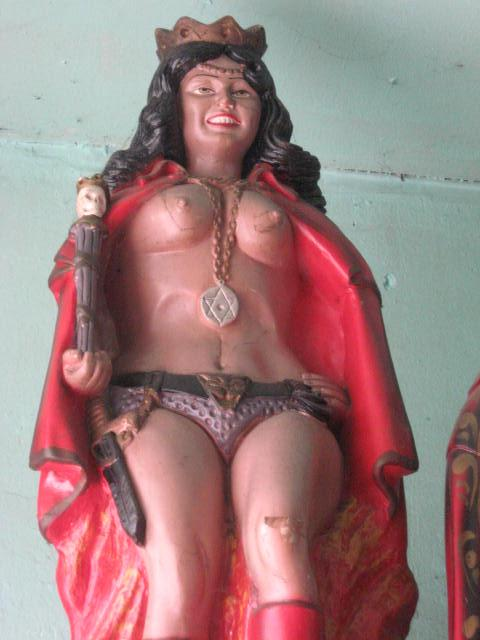
Imagen de la Pombajira Reina

El artículo "A Pomba-Gira no Imaginário das Prostitutas", publicado en la revista "Homem, Tempo e Espaço", examina la relación entre las prostitutas y la Pomba-Gira, una entidad del panteón umbandista conocida por su libre manifestación del poder genital femenino. Este estudio, realizado por Francisco Gleidson Vieira dos Santos y Simone Simões Ferreira Soares, se adentra en la importancia simbólica y psicológica de la Pomba-Gira en la vida de las prostitutas. La Pomba-Gira representa un arquetipo poderoso en la Umbanda, caracterizado por atributos asociados a la sexualidad, la desobediencia y la transgresión de normas sociales. Desde una perspectiva psicológica profunda, esta entidad puede interpretarse como una proyección del inconsciente colectivo de las prostitutas, quienes encuentran en ella una figura de empoderamiento y resistencia. La identificación con la Pomba-Gira permite a las prostitutas negociar su autoestima y sentido de agencia frente a un contexto social que las estigmatiza y margina.
En términos de psicológicos, la figura de la Pomba-Gira podría ser vista como una manifestación de una personalidad disociativa en las prostitutas, emergiendo como un mecanismo de defensa frente a la adversidad de su entorno. La disociación es un proceso psicológico mediante el cual una persona puede dividir su identidad en diferentes estados o personalidades para enfrentar situaciones difíciles o traumáticas. En este caso, la Pomba-Gira serviría como una personalidad alternativa, permitiendo a las prostitutas realizar su trabajo de manera más llevadera y menos dolorosa emocionalmente.La Pomba-Gira, con su carácter desafiante y su celebración de la sexualidad libre, ofrece una narrativa alternativa a la de culpa y vergüenza comúnmente asociada con la prostitución. Esta identificación con una entidad poderosa y transgresora puede ayudar a las prostitutas a reconectar con aspectos reprimidos de su identidad y a encontrar un sentido de dignidad y valor en un contexto sagrado. Al incorporar la Pomba-Gira durante los rituales, las prostitutas pueden experimentar una forma de catarsis, liberándose temporalmente de las cargas emocionales de su realidad cotidiana.
Monique Augras, citada en el estudio, sugiere que la Pomba-Gira es una creación brasileña surgida de la destitución de las características sexuales de Iemanjá, otra figura umbandista sincretizada con la Imaculada Conceição. Esta nueva entidad canaliza los aspectos más escandalosos de la sexualidad femenina, confrontando directamente los valores patriarcales. Desde un punto de vista junguiano, la Pomba-Gira podría ser vista como una manifestación del ánima, representando la dimensión erótica y autónoma del inconsciente femenino que desafía las restricciones impuestas por la sociedad patriarcal.Las entrevistas con padres-de-santo y otros practicantes de Umbanda revelan que las Pombas-Giras son consideradas figuras complejas y poderosas, veneradas por su capacidad de influir en asuntos de amor y deseo. Esta veneración se refleja en las prácticas rituales, donde las Pombas-Giras, al ser incorporadas por los médiums, actúan como agentes de transformación y empoderamiento. Esto permite a las prostitutas afirmar su valor y dignidad en un contexto sagrado.

### Identidad positiva
Uno de los principios fundamentales de la teoría de la identidad social es que los individuos buscan mejorar su autoestima a través de sus identidades sociales, y un componente importante de la autodefinición es la identidad ocupacional. Las personas empleadas como prostitutas participan constantemente en diversas técnicas ideológicas para neutralizar las connotaciones negativas asociadas con el trabajo que realizan. Ashforth y Kreiner identificaron tres de estas técnicas: reestructuración, recalibración y reenfoque, que se utilizan a nivel grupal para transformar el significado del trabajo estigmatizado. La reestructuración permite a las prostitutas transformar el estigma en un símbolo de honor al afirmar que brindan un servicio educativo y terapéutico en lugar de vender sus cuerpos.
Estas técnicas protectoras mejoran la autodefinición de las prostitutas y pueden considerarse mecanismos de afrontamiento. Sin embargo, involucrarse en estas técnicas requiere energía mental y emocional, lo que puede convertirse en un factor estresante. Además, el requisito de una cultura grupal sólida para apoyar estas técnicas ideológicas no siempre está presente para las prostitutas. Incluso con esfuerzos para adoptar estas técnicas, la mayoría de los miembros de ocupaciones consideradas "trabajo sucio" mantienen cierta ambivalencia sobre sus trabajos, ya que siguen siendo parte de una sociedad más amplia que estigmatiza su labor como "sucia" y tienen contacto continuo con personas fuera de su ocupación.Las prostitutas también deben construir su autoidentidad en circunstancias que ponen presión sobre la relación entre sus vidas profesionales y personales. El cuerpo de las prostitutas y, potencialmente, su psique son consumidos por el cliente en el acto de sexo comercial, lo que crea una presión adicional para mantener una división entre lo profesional y lo personal. Muchas de las técnicas que las prostitutas utilizan para mantener esta división se consideran mecanismos de afrontamiento.

### Trabajo emocional en la prostitución
El trabajo emocional se define como el "acto de mostrar las emociones organizacionalmente deseadas durante las transacciones de servicio". Se cree que el trabajo emocional es más prevalente en las ocupaciones de servicio, ya que las personas que trabajan en servicios generalmente están sujetas a normas más estrictas sobre la expresión adecuada de emociones en ciertas situaciones. En particular, lo que resulta perturbador para las personas es el desequilibrio o la disonancia entre lo que el trabajador siente y las emociones que debe exhibir. Esta discrepancia entre las emociones sentidas y expresadas tiene un efecto negativo en la salud física.
Las prostitutas enfrentan peticiones muy diferentes al común de la población respecto al trabajo emocional necesario. Su trabajo consiste en actos que son intensamente personales e íntimos. Deben fingir afecto y emoción para desarrollar una clientela regular. Una forma en que las prostitutas afrontan las demandas emocionales que se les imponen es la "categorización de diferentes tipos de encuentros sexuales [como] relacionales, profesionales o recreativos". De esta manera, pueden mantener distancia del encuentro con el cliente y mantener su autoidentidad. La literatura también sugiere que las prostitutas mantienen una distancia emocional mediante el uso de condones en el trabajo o en el sexo profesional, y al negarse a besar a los clientes. Besar "es rechazado porque es demasiado similar al tipo de comportamiento en el que uno se involucraría con una pareja no comercial; implica demasiado deseo genuino y amor por la otra persona".

### Uso de la estimulación y placer
El placer y el dolor están más relacionados de lo que parece. En ciertas circunstancias, el dolor puede intensificar las sensaciones de placer debido a la liberación de endorfinas y otras sustancias químicas en el cerebro. Este mecanismo es similar al "subidón del corredor" que los atletas experimentan después de una intensa sesión de ejercicio.La relación entre el placer y el dolor en el cerebro humano es intrincada. Ambos comparten vías neuronales similares, lo que permite que el cerebro module experiencias placenteras para contrarrestar el dolor. Esta capacidad neuroquímica puede explicar cómo algunas trabajadoras sexuales encuentran placer en sus interacciones, utilizándolo como una forma de disociarse del dolor físico y emocional que a menudo acompaña a su labor. La liberación de neurotransmisores como las endorfinas durante estos momentos puede proporcionar un alivio temporal y una sensación de bienestar.
La prostitución, involucra prácticas destinadas a minimizar problemas físicos, aunque estas mismas prácticas pueden generar complicaciones psicológicas. Las trabajadoras sexuales utilizan la estimulación y el placer para reducir el dolor físico, lo cual, paradójicamente, puede conducir a una gran desconexión emocional.
Algunos clientes buscan no solo recibir placer, sino también proporcionar placer a la trabajadora. Por ejemplo, un cliente puede pagar por dar un masaje y proporcionar placer sexual, lo cual puede resultar en una experiencia gratificante para ambos. Este tipo de interacción puede ir más allá de los estereotipos negativos asociados con el trabajo sexual, mostrando que no siempre implica explotación o abuso.Un estudio realizado por Elizabeth Megan Smith de la Universidad La Trobe, publicado en la revista Sexualities, investigó cómo las trabajadoras sexuales integran el placer en su trabajo. Este estudio, titulado "'It gets very intimate for me': Discursive boundaries of pleasure and performance in sex work," involucró a nueve mujeres de la industria del sexo en Victoria, Australia. A través de narraciones y fotografías, las participantes exploraron su relación con la intimidad, la actuación y el placer.El estudio muestra que las trabajadoras sexuales suelen experimentar placer durante su trabajo para lograr una mejor lubricación vaginal, lo que reduce el riesgo de desgarros y otras lesiones físicas. Sin embargo, esta búsqueda de placer no es inherentemente positiva. 
Algunos trabajadores sexuales, enfatizan la importancia de centrarse en su propio placer para mantener una experiencia sexual evitando el resentimiento hacia los clientes y el trabajo en sí. La capacidad de alcanzar el orgasmo puede ser una estrategia para preservar la integridad personal.Para muchas, forzarse a sentir placer en situaciones no deseadas puede ser una estrategia de supervivencia para evitar el dolor físico, pero tiene un costo psicológico alto. Las trabajadoras sexuales pueden experimentar una disminución en su capacidad para formar conexiones emocionales genuinas fuera del trabajo, llevando a sentimientos de aislamiento y dificultades en sus relaciones personales.
La relación entre la atracción física y la respuesta emocional es relevante. Los trabajadores sexuales pueden sentirse más relajados y menos presionados cuando sus clientes no cumplen con los estándares convencionales de atractivo. Este es el caso de Samantha X, una escort reconocida de alto nivel, explica que es más probable que alcance el orgasmo con clientes menos atractivos. Esto se debe a que, según ella, con estos clientes se siente menos nerviosa y más libre para disfrutar del encuentro. Comenta que muchos de sus clientes pagan no solo por el acto sexual, sino también por conocer y satisfacer sus deseos. Esta dinámica puede llevar a una experiencia más placentera para ambas partes, ya que los clientes se esfuerzan por complacerla.Desde un punto de vista psicológico, este fenómeno puede explicarse por la reducción de la ansiedad de desempeño. Cuando una persona percibe a su pareja sexual como más atractiva, puede sentirse más presionada para rendir bien, lo que puede aumentar la ansiedad y dificultar la relajación y el disfrute. En contraste, con una pareja percibida como menos atractiva, la presión disminuye, permitiendo una experiencia más auténtica y relajada.

### Síndrome de Estocolmo
El síndrome de Estocolmo, un fenómeno donde las víctimas desarrollan vínculos con sus captores como estrategia de supervivencia, ha sido mencionado en los medios de comunicación en relación con esta población vulnerable, pero no ha sido investigado formalmente. Se han identificado los cuatro criterios principales del síndrome de Estocolmo (amenaza percibida a la supervivencia, muestras de amabilidad del captor, aislamiento de otras perspectivas, percepción de incapacidad para escapar) en los relatos narrativos de estas mujeres.
La amenaza puede ser explícita, como la violencia física, o más sutil, como el abuso emocional o la amenaza de daño. Las víctimas pueden creer que no pueden sobrevivir sin la protección y el apoyo del abusador, y pueden sentir que son responsables de la seguridad de otros, como sus familias. La percepción de amabilidad, incluso en la forma más pequeña, puede ser desproporcionada debido a la baja autoestima de la víctima. Estas víctimas pueden interpretar cualquier cese de violencia o gesto mínimo como un acto de bondad, y pueden minimizar su situación con pensamientos como "al menos no hizo..." o "podría haber sido peor".
El primer criterio del síndrome de Estocolmo es la percepción de una amenaza a la supervivencia y la creencia de que el captor llevaría a cabo esa amenaza. Muchas mujeres traficadas experimentan violencia física y tortura, perpetradas tanto por trabajadores de burdeles (proxenetas, traficantes, madamas) como por clientes. La segunda condición es la muestra de amor o amabilidad del captor. Muchas mujeres mantienen relaciones con sus traficantes o desarrollan vínculos con clientes, a menudo con la esperanza de formar una familia con ellos. Este "acto de bondad" puede ser cualquier acción que ayude a la mujer a sobrevivir, ya que su supervivencia es esencial para el funcionamiento del mercado sexual. La tercera condición es el aislamiento del mundo exterior. Muchas mujeres describieron sus primeros meses en el burdel como completamente aisladas, lo que contribuye a la despersonalización y la desmoralización. La cuarta condición es la percepción de incapacidad para escapar. Las trabajadoras sexuales que intentaron escapar fueron golpeadas públicamente para disuadir a otras de intentarlo.
Trabajadoras sexuales rescatadas se niegan a testificar contra sus traficantes, un comportamiento observado en países como Estados Unidos, Inglaterra e India. Los diagnósticos psiquiátricos más cercanos a los traumas sufridos por estas mujeres son el Trastorno de Estrés Postraumático Complejo (TEPT-C) y los Trastornos de Estrés Extremo No Especificados (DESNOS), pero estos no están incluidos en el DSM IV debido a debates sobre su distinción del Trastorno de Estrés Postraumático (TEPT). El Síndrome de Estocolmo podría ser una explicación adicional para este comportamiento, ya que las condiciones descritas para este síndrome están presentes en los relatos de las trabajadoras sexuales.

### Adicciones
La relación entre la prostitución y la adicción es un fenómeno complejo que involucra múltiples factores psicológicos, sociales y económicos. Muchas personas que se involucran en la prostitución pueden haber experimentado traumas significativos en sus vidas, como abusos físicos, emocionales o sexuales durante la infancia. Estos traumas a menudo contribuyen a problemas de salud mental como el trastorno de estrés postraumático (TEPT), depresión y ansiedad, que pueden predisponer a una persona a desarrollar adicciones como un mecanismo de afrontamiento.Las personas involucradas en la prostitución y que luchan con adicciones suelen experimentar una gama de efectos psicológicos negativos. La vergüenza, la culpa y la baja autoestima son comunes, exacerbadas por el estigma social y la autopercepción negativa. La adicción, a su vez, puede llevar a una mayor alienación social y aislamiento, lo que refuerza estos sentimientos negativos y contribuye a la persistencia de la conducta adictiva.

#### Adicción al dinero
La adicción al dinero en relación con el trabajo sexual es un fenómeno que puede tener serias repercusiones tanto físicas como psicológicas. En muchos casos, el atractivo inicial del dinero puede llevar a las personas a ignorar los efectos negativos de esta actividad. La necesidad constante de ingresos puede empujar a los trabajadores sexuales a aceptar más clientes de los que su cuerpo puede soportar, resultando en un desgaste físico significativo. Inicialmente, muchas personas ingresan en la industria del sexo con la intención de resolver dificultades financieras urgentes, creyendo que su participación será breve. Sin embargo, lo que comienza como una solución a corto plazo a menudo se prolonga durante meses o incluso años.Esta adicción al dinero no solo tiene implicaciones físicas, sino también psicológicas. Las personas pueden comenzar a valorar su bienestar y su autoestima en función de la cantidad de dinero que ganan, lo que puede llevar a una disminución del respeto propio. El constante abuso y explotación pueden normalizarse, afectando la percepción que tienen de sí mismas y su dignidad.
El trabajo sexual puede llevar al desarrollo de trastornos como el estrés postraumático (PTSD), la disociación y otros problemas de salud mental debido a la naturaleza invasiva y a menudo traumática de su trabajo. La adicción al dinero puede llevar a una espiral descendente donde el bienestar emocional y físico se sacrifican por la ganancia económica. Las consecuencias a largo plazo están relacionadas con dificultades para mantener relaciones personales saludables y una desconexión emocional con uno mismo y con los demás. El uso del cuerpo como una mercancía puede erosionar la autoestima y llevar a una visión distorsionada del propio valor, haciendo difícil para las personas salir de este ciclo sin ayuda y apoyo profesional.

##### Caso Maeve Moon
Maeve Moon, una exprostituta de Mánchester, ha revelado los peligros del trabajo sexual para advertir a otras mujeres jóvenes sobre los riesgos de esta industria. Originaria de Lancashire, Moon se trasladó a Surrey para estudiar y comenzó como sugar baby. Viajó a Estados Unidos con su sugar daddy y trabajó durante dos años como escort a tiempo completo, a pesar del impacto negativo en su salud. Moon describe cómo se volvió adicta al dinero, cobrando inicialmente 150 libras por hora y permitiendo que los clientes le hicieran cosas cada vez peores, lo que afectó gravemente su bienestar físico y emocional. Sufrió enfermedades como la enfermedad inflamatoria pélvica y la intoxicación por cobre, además de una adicción al cannabis.En 2019, decidió cambiar su vida, asistiendo a un retiro espiritual y prometiendo no volver a ejercer como escort. Actualmente, está en proceso de convertirse en psicoterapeuta y ofrece clases en línea a través de su sitio "Profit From Trauma". Utiliza su plataforma para educar sobre los efectos a largo plazo del trabajo sexual, incluyendo la disociación, el trastorno de estrés postraumático y el impacto en las relaciones íntimas futuras. Moon enfatiza la importancia de considerar los efectos psicológicos y físicos del trabajo sexual y advierte sobre la transformación del cuerpo en una "mercancía utilizable".

#### Adicción emocional y sexual
El involucramiento en la prostitución no siempre está motivado solo por razones económicas. Existen factores psicológicos y emocionales que juegan un papel importante. Algunas personas en el trabajo sexual pueden experimentar adicciones relacionadas con la búsqueda de validación, la necesidad de controlar el trauma o como una forma de lidiar con el estrés y la ansiedad. El trauma infantil y el estrés prolongado pueden alterar las respuestas del cerebro, aumentando la susceptibilidad a comportamientos adictivos, no necesariamente relacionados con sustancias, sino con actividades que generan una sensación de recompensa, como el sexo comercializado.Algunas mujeres en la prostitución encuentran en esta actividad una forma de ejercer poder y control, especialmente si han sufrido traumas o buscan recuperar una sensación de agencia en sus vidas. Este control puede ser una manera de manejar su autoestima y sentirse validadas a través de la atención y el deseo de los hombres. Además, algunas buscan en la prostitución una forma de independencia emocional y autonomía frente a sus situaciones personales adversas.
Algunos estudios destacan que no todas las personas en el trabajo sexual están ahí por necesidad económica extrema; algunas eligen esta profesión por la exploración de su sexualidad y la independencia financiera que ofrece. Para algunas, la prostitución ofrece un escape temporal de problemas personales y un sentido de empoderamiento, aunque conlleve riesgos importantes para su bienestar físico y emocional.
| «Va a existir mujer cuyo sueño y placer es eso, es tener todo lo que encuentra aquí dentro. Todo. Incluso las peleas, las confusiones atraen para decir la verdad, incluso los problemas, lo que tienes en la zona, a veces, cuando sales, lo extrañas.».—Prostituta anonima en Salvador, Bahia. |

Esta adicción no siempre está motivada únicamente por el deseo de dinero, sino también por la necesidad de validación y poder sobre sus clientes. El comportamiento sexual compulsivo puede provocar cambios en los circuitos cerebrales, haciendo que las personas busquen relaciones sexuales más intensas para obtener la misma satisfacción, similar a otras adicciones como las drogas o el alcohol.Adicionalmente, las prostitutas pueden ser influenciadas y desarrollar comportamientos adictivos debido a la constante interacción con clientes que tienen adicciones sexuales. La exposición repetida a estos comportamientos compulsivos puede contribuir a que las trabajadoras sexuales también desarrollen adicciones similares, ya sea buscando validación emocional o sintiendo una necesidad compulsiva de participar en actividades sexuales para obtener una sensación de control y poder. Además del sexo y la necesidad de validación, las prostitutas también pueden desarrollar adicciones a comportamientos como el juego, las compras compulsivas, el ejercicio excesivo, y el uso de redes sociales. Estas adicciones conductuales son similares a las adicciones a sustancias en relación a cómo afectan el cerebro y pueden llevar a problemas financieros, de salud y de relaciones personales.Sin embargo, la prostitución rara vez es una elección completamente libre cuando las opciones son limitadas y las condiciones socioeconómicas son adversas.

#### Adicción a las cirugías estéticas
Las trabajadoras sexuales a menudo recurren a procedimientos cosméticos para mejorar su apariencia, con la esperanza de aumentar su atractivo y, por ende, sus ingresos. Esta tendencia es especialmente notable en países como Colombia, donde la industria de la cirugía estética está en auge.
Las prostitutas pueden someterse a múltiples cirugías para alcanzar un ideal de belleza influenciado por las normas culturales y las demandas de sus clientes. Esta búsqueda de la perfección física puede convertirse en una adicción similar a otras adicciones conductuales, donde las personas buscan continuamente procedimientos quirúrgicos a pesar de los posibles riesgos negativos. Esta conducta adictiva a menudo está relacionada con trastornos psicológicos como el trastorno dismórfico corporal (TDC), una condición mental en la que las personas están excesivamente preocupadas por defectos percibidos en su apariencia.

#### Abuso de sustancias
Las personas que se dedican a la prostitución son predominantemente mujeres, aunque también hay hombres involucrados. Existen varios tipos de prostitución, desde servicios de acompañantes de alta gama hasta servicios a nivel de calle. En los Estados Unidos, la prostitución es ilegal excepto en algunos condados de Nevada. Las mujeres en la prostitución callejera suelen enfrentar mayores consecuencias sociales y legales, incluyendo altas tasas de arresto, encarcelamiento, violencia y victimización, además de problemas de salud, salud mental y abuso de sustancias.
| «Me vestí de manera muy provocativa cuando cumplí los nueve o diez años, comencé a experimentar con drogas químicas a los 13 y perdí mi virginidad justo después de cumplir catorce años con un chico mayor que me presionó hasta que finalmente cedí. Desde los 16 pasé tres años. Salir con un traficante de crack que me hacía daño emocionalmente mediante tácticas de menospreciarme y controlarme. Luego me engañó, me contagió clamidia y, finalmente, empezó a abusar físicamente de mí».—Andrea Heinz, exprostituta. |

El abuso de sustancias es común entre las mujeres en la prostitución, incluyendo el consumo de heroína, cocaína, marihuana y alcohol. Algunas mujeres comienzan a prostituirse para financiar su consumo de drogas, mientras que otras desarrollan problemas de abuso de sustancias después de involucrarse en la prostitución. El consumo de sustancias puede proporcionar a las mujeres un mecanismo para afrontar las dificultades de la prostitución.La mayoría de las mujeres en la prostitución han experimentado eventos violentos a lo largo de sus vidas, a menudo desde la infancia. Existe una alta prevalencia de abuso sexual infantil entre las mujeres en la prostitución, y muchas también enfrentan violencia en sus relaciones íntimas y en el contexto de la prostitución. Estas experiencias de violencia y trauma a lo largo de la vida colocan a las mujeres en riesgo de desarrollar trastornos como el trastorno de estrés postraumático (TEPT), ansiedad, depresión y otros problemas relacionados.
Los altos niveles de abuso de sustancias y trauma entre las mujeres en la prostitución sugieren la necesidad de programas que aborden ambos problemas de manera integral. Este estudio busca informar la implementación del SPD y destacar la importancia de desarrollar e implementar intervenciones efectivas para esta población.

##### Caso Cynthia Harriman
Cynthia Harriman, residente de Rockford y exprostituta, ha estado limpia de drogas y prostitución durante más de dos años y medio. Ahora trabaja como consejera en la reducción de riesgos en la salud con el equipo Total Health Awareness (THAT), una agencia de servicios sociales. Harriman, que comenzó a prostituirse a los 16 años para alimentar su adicción a las drogas, comparte su historia para corregir la idea errónea de que las prostitutas lo hacen por placer sexual, mostrando que el motivo principal es económico, impulsado por la necesidad de dinero para drogas. Criada en Aurora, Illinois, en una familia acomodada con una madre profesora de inglés y un padre pastor, Harriman quedó embarazada a los 15 años y comenzó a vivir de la asistencia pública. A los 21 años, tras cumplir una condena por prostitución, se mudó a Rockford, donde continuó su vida de adicción y prostitución. Su hija fue adoptada por padres de acogida cuando tenía ocho años. A lo largo de los años, Harriman experimentó repetidos arrestos y una lucha constante con la drogadicción, llegando a pesar 38 kilos y estar cubierta de llagas debido al abuso de sustancias. Con el apoyo de diversas agencias de servicios sociales, Harriman comenzó un proceso de rehabilitación hace 10-15 años, enfrentándose a múltiples problemas como la falta de habilidades laborales y vivienda. Sin embargo, encontró que la falta de colaboración interinstitucional dificultaba su recuperación. Harriman ha reconstruido la relación con su hija y actualmente estudia en Rock Valley College, trabajando como consejera de pares para mujeres VIH positivas. Ella cree que no es un caso de éxito excepcional, estimando que de un grupo de 20 prostitutas, cuatro logran cambiar sus vidas significativamente. Harriman aboga por un enfoque colaborativo más cohesivo entre las agencias para mejorar las oportunidades de éxito en la rehabilitación de prostitutas.

### Reincidencia
Para algunas, la insatisfacción y el aumento de la angustia emocional impulsaron períodos de alejamiento del trabajo sexual, que podían durar desde días hasta años, o el inicio de lo que describieron como su salida del trabajo sexual. Sin embargo, para la mayoría, estas pausas eran de corta duración y las dificultades emocionales y financieras las llevaban de vuelta. Las dificultades emocionales y financieras estaban frecuentemente interconectadas, ya que la adicción a las drogas como medio de gestión emocional generaba problemas económicos. Las participantes luchaban con beneficios monetarios limitados y enfrentaban barreras significativas para acceder a empleos alternativos y oportunidades educativas. Las mujeres mencionaron pocas opciones para ganar dinero rápidamente, lo que las hacía regresar al trabajo sexual como una solución inmediata a sus necesidades financieras urgentes. A pesar de no desear necesariamente volver, el trabajo sexual se veía como una salida fácil en situaciones de extrema necesidad económica. Incluso aquellas que intentaban dejar el trabajo sexual encontraban difícil rechazar propuestas cara a cara o llamadas de clientes habituales. Una vez adquirida la experiencia en el trabajo sexual, las opciones alternativas parecían escasas, y el trabajo sexual ofrecía un nivel de familiaridad y flexibilidad. Además, para algunas ha sido importante evitar las restricciones y obligaciones de tiempo asociadas con el empleo formal, prefiriendo evitar implicaciones legales de actividades delictivas como el robo. El uso de sustancias a menudo impulsaba la necesidad de ganar dinero rápidamente y con pocas obligaciones, aunque algunas mujeres describieron cómo el trabajo sexual satisfacía necesidades básicas y luego se acostumbraban al dinero extra. Además del atractivo financiero, algunas participantes se sentían atraídas de nuevo al trabajo sexual buscando compañía, propósito y alivio de la soledad y el aburrimiento. La reanudación del trabajo sexual ofrecía un sentido de pertenencia, especialmente para aquellas con contactos familiares limitados o pérdida de la custodia de sus hijos debido a problemas de drogadicción. Aunque algunas mujeres accedían a actividades en servicios de apoyo, reportaban una escasa variedad de actividades de ocio autodirigidas, lo que a veces las llevaba de vuelta al trabajo sexual debido al aburrimiento.

## Consecuencias psicológicas

### Trastorno de estrés postraumático

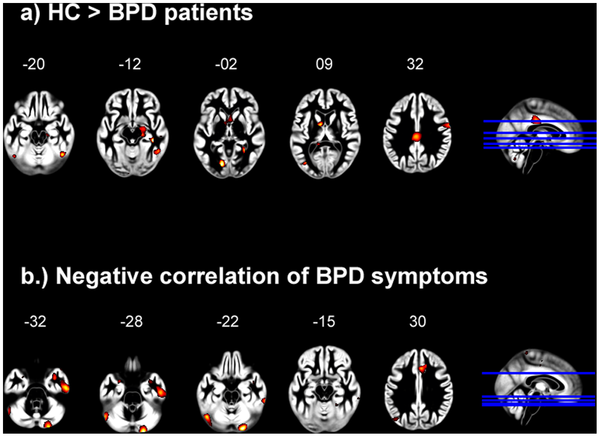
Utilizando fMRI, esta imagen investiga si el trastorno de estrés postraumático (TEPT) afecta la proporción de materia gris a materia blanca en mujeres con trastorno límite de la personalidad. Estas técnicas permiten identificar regiones responsables de trastornos psiquiátricos y evaluar cómo diferentes actividades afectan el funcionamiento cerebral.

Uno de los efectos psicológicos más fuertes de la prostitución en las prostitutas es el Trastorno de Estrés Postraumático (TEPT). El TEPT se describe como episodios de ansiedad, depresión, insomnio, irritabilidad, recuerdos recurrentes, entumecimiento emocional y alerta extrema. Los síntomas del TEPT son más graves y duraderos cuando el factor estresante es una persona. Según Melissa Farley, "el TEPT es normativo entre las mujeres prostituidas". En San Francisco, Farley realizó un experimento con ciento treinta prostitutas, de las cuales el cincuenta y cinco por ciento afirmó haber sido agredida sexualmente en la infancia y el cuarenta y nueve por ciento informó haber sido agredida físicamente en la infancia. Como adultas en la prostitución: el ochenta y dos por ciento había sido agredida físicamente, el ochenta y tres por ciento había sido amenazada con un arma, el sesenta y ocho por ciento había sido violada mientras trabajaba como prostituta y el ochenta y cuatro por ciento informó haber estado sin hogar en algún momento. De acuerdo con las ciento treinta personas entrevistadas, el sesenta y ocho por ciento cumplía con los criterios del DSM III-R para un diagnóstico de TEPT. Farley señala que el setenta y tres por ciento de las cuatrocientas setenta y tres personas entrevistadas en cinco países diferentes (Sudáfrica, Tailandia, Turquía, EE. UU. y Zambia) informó haber sido agredida en la prostitución y el sesenta y dos por ciento había sido violada en la prostitución. Cualquier prostituta que experimente algún tipo de trauma puede desarrollar TEPT. Investigaciones descubrieron que, de las quinientas prostitutas entrevistadas a nivel mundial, el sesenta y siete por ciento sufre de TEPT.

He experimentado cosas horribles, repugnantes y traumatizantes que ninguna persona debería soportar jamás. He tenido hombres que me obligaron a realizar actos sexuales...Me sodomizaron violentamente, me estrangularon, me fotografiaron y filmaron teniendo relaciones sexuales sin mi conocimiento o consentimiento, y algunos hombres me utilizaron con tanta fuerza que mis genitales y mi ano quedaron desgarrados y sangrando. He tenido hombres tan obsesionados que me contactaron cientos de veces al día, me siguieron a casa y aparecieron al azar golpeando mi puerta en medio de la noche. Me han violado numerosas veces sin condón.
Andrea Heinz, exprostituta.

El estudio titulado "Prostitution in Five Countries: Violence and Post-Traumatic Stress Disorder" realizado por Melissa Farley, Isin Baral, Merab Kiremire y Ufuk Sezgin y publicado en Feminism & Psychology en 1998, investiga la prevalencia de violencia y trastorno de estrés postraumático (TEPT) entre personas prostituidas en Sudáfrica, Tailandia, Turquía, Estados Unidos y Zambia. La investigación, basada en entrevistas a 475 individuos en situación de prostitución, muestra que el 73% de los encuestados reportó haber sido físicamente agredido, el 62% haber sido violado y el 67% cumplía con los criterios diagnósticos para TEPT. El estudio también examina las diferencias en experiencias de violencia según el lugar de prostitución (calle o burdel) y la raza, aunque no encontró variaciones significativas en la severidad del TEPT entre diferentes grupos. Los datos indican que la prostitución conlleva inherentemente un alto riesgo de violencia y trauma psicológico, independientemente del contexto cultural o legal. Además, un promedio del 92% de los encuestados expresó el deseo de dejar la prostitución, necesitando apoyo como formación laboral, asistencia sanitaria y protección física. La investigación muestra que la prostitución es una forma de violencia contra las mujeres y plantea serias implicaciones para políticas públicas y programas de apoyo destinados a personas en situación de prostitución.
| Variable | PTSD Actual % (N = 22) | Sin PTSD Actual (N = 50) |
| Demografía |                        |                          |
| --- | ---------------------- | ------------------------ |
| Edad media en años | 34                     | 33                       |
| Sin hogar en los últimos 12 meses | 50 (11)                | 42 (21)                  |
| Años medianos de educación escolar | 9                      | 9                        |
| Estado A&TSI | 27 (6)                 | 20 (10)                  |
| Consumo de drogas |                        |                          |
| Edad mediana al primer uso de drogas inyectables                                                                                         | 17                     | 18                       |
| Dependencia de drogas |                        |                          |
| Dependencia de heroína | 73 (16)                | 86 (43)                  |
| Dependencia de cocaína | 32 (7)                 | 38 (19)                  |
| Dependencia de cannabis | 36 (8)                 | 30 (15)                  |
| Compartió equipo de inyección en el último mes                                                                                           | 20 (4)                 | 40 (19)                  |
| Trabajo sexual y comportamientos de riesgo sexual                                                                                        |                        |                          |
| Edad mediana al iniciar el trabajo sexual                                                                                                | 20                     | 18                       |
| Siempre usa condones al tener sexo con clientes                                                                                          | 91 (20)                | 83 (39)                  |
| Siempre usa condones durante el sexo oral con clientes                                                                                   | 62 (13)                | 60 (28)                  |
| Salud mental y trauma |                        |                          |
| Número mediano de traumas experimentados                                                                                                 | 7**                    | 5                        |
| Síntomas depresivos severos | 73+ (16)               | 48 (23)                  |
| Intento de suicidio | 50 (11)                | 40 (19)                  |
| Experimentó agresión física mientras trabajaba                                                                                           | 77 (17)                | 77 (39)                  |
| Alguna vez experimentó abuso sexual infantil                                                                                             | 82 (18)                | 72 (36)                  |
| Alguna vez experimentó negligencia infantil                                                                                              | 59* (13)               | 28 (14)                  |
| Alguna vez experimentó agresión sexual en la adultez                                                                                     | 82* (18)               | 53 (26)                  |
| Edad mediana del primer asalto sexual | 13                     | 14                       |
| Fuente: Trastorno de estrés postraumático entre trabajadoras sexuales basadas en la calle en el área metropolitana de Sídney, Australia. |                        |                          |

La tabla proporciona una comparación detallada entre trabajadoras sexuales con Trastorno de Estrés Postraumático (PTSD) actual y aquellas sin PTSD actual, enfocándose en varias dimensiones clave: demografía, consumo de drogas, comportamientos de riesgo sexual, y experiencias de salud mental y trauma.
En términos demográficos, la edad media de las mujeres con PTSD actual es de 34 años, similar a las mujeres sin PTSD actual, que tienen una edad media de 33 años. Ambas cohortes tienen una mediana de 9 años de educación escolar. Sin embargo, una diferencia notable es la tasa de personas sin hogar en los últimos 12 meses, que es del 50% entre las mujeres con PTSD actual, comparado con el 42% en las mujeres sin PTSD actual. Además, el estado A&TSI (Aborígenes e Isleñas del Estrecho de Torres) es más prevalente entre las mujeres con PTSD actual (27% frente al 20%).
En cuanto al consumo de drogas, la edad mediana al primer uso de drogas inyectables es ligeramente menor en las mujeres con PTSD actual (17 años) en comparación con las sin PTSD actual (18 años). Las tasas de dependencia de heroína son altas en ambas cohortes, aunque ligeramente menores en las mujeres con PTSD actual (73% frente a 86%). La dependencia de cocaína y cannabis es también relevante, con porcentajes cercanos entre ambos grupos. Sin embargo, un dato significativo es que el 20% de las mujeres con PTSD actual compartieron equipo de inyección en el último mes, en comparación con el 40% de las sin PTSD actual, lo que sugiere posibles diferencias en los comportamientos de riesgo relacionados con el uso de drogas.
Respecto a los comportamientos de riesgo sexual, la edad mediana de inicio en el trabajo sexual es ligeramente mayor en las mujeres con PTSD actual (20 años) frente a las sin PTSD actual (18 años). La prevalencia del uso de condones es alta en ambos grupos, tanto durante el sexo con clientes (91% para PTSD actual y 83% para sin PTSD actual) como durante el sexo oral con clientes (62% para PTSD actual y 60% para sin PTSD actual). Esto indica un nivel elevado de conciencia sobre la protección en ambos grupos.
Las diferencias más pronunciadas se observan en las variables relacionadas con la salud mental y el trauma. Las mujeres con PTSD actual reportan un número mediano de traumas significativamente mayor (7 traumas) en comparación con las sin PTSD actual (5 traumas). Los síntomas depresivos severos son más comunes en las mujeres con PTSD actual (73% frente a 48%), al igual que los intentos de suicidio (50% frente a 40%). Ambos grupos tienen tasas similares de agresión física mientras trabajaban (77% en ambos casos) y abuso sexual infantil (82% en PTSD actual frente a 72% en sin PTSD actual). Sin embargo, la negligencia infantil es reportada significativamente más por mujeres con PTSD actual (59% frente a 28%) y la agresión sexual en la adultez también es notablemente más alta en este grupo (82% frente a 53%). La edad mediana del primer asalto sexual es ligeramente menor en el grupo con PTSD actual (13 años) comparado con el grupo sin PTSD actual (14 años).

#### Análisis
Este análisis sugiere que las trabajadoras sexuales con PTSD actual no solo enfrentan una mayor carga de traumas y condiciones adversas a lo largo de su vida, sino que también muestran patrones de comportamiento de riesgo y consecuencias de salud mental más severas. La alta prevalencia de traumas múltiples, depresión severa, y experiencias de violencia tanto en la infancia como en la adultez muestra la necesidad de intervenciones específicas y tratamientos enfocados en el trauma para este grupo vulnerable. La menor tasa de compartir equipo de inyección en el grupo con PTSD actual podría indicar una mayor precaución en ciertos aspectos del riesgo de salud, pero esto no mitiga la necesidad de un apoyo integral debido a la severidad de los problemas de salud mental y las experiencias traumáticas que enfrentan.

#### Síntomas
El estudio realizado por Young-Eun Jung y sus colegas comparó los síntomas mentales, especialmente los síntomas de trastorno de estrés postraumático (TEPT), en mujeres que escaparon de la prostitución, activistas que ayudan en refugios y un grupo de control. La investigación evaluó a 113 exprostitutas que vivían en refugios, 81 activistas y 65 sujetos de control utilizando cuestionarios de autoinforme sobre datos demográficos, síntomas relacionados con el trauma y el TEPT, reacciones al estrés y otros factores de salud mental. Los resultados mostraron que las exprostitutas presentaban respuestas al estrés, somatización, depresión, fatiga, frustración, problemas de sueño, de tabaquismo y alcoholismo, así como síntomas de TEPT más frecuentes y graves en comparación con los otros dos grupos. Los activistas también mostraron una mayor tensión, problemas de sueño y tabaquismo, y síntomas de TEPT más frecuentes y graves que el grupo de control. Estos hallazgos sugieren que el compromiso en la prostitución puede aumentar los riesgos de exposición a la violencia, traumatizando psicológicamente no solo a las propias prostitutas, sino también a las personas que las ayudan. Además, los efectos del trauma pueden perdurar durante mucho tiempo. Se necesita investigación futura para desarrollar métodos que evalúen factores específicos que contribuyan al trauma vicario en la prostitución y para proteger a los trabajadores de campo de las víctimas de la prostitución contra este trauma.

#### Caso de estudio: Mayor TEPT que veteranos de guerra
Un estudio reciente ha encontrado que el trastorno de estrés postraumático (TEPT) es más común entre las prostitutas que entre los soldados que han experimentado combates. Este trastorno, equivalente moderno de la "fatiga de combate", deja a los sobrevivientes de peligros físicos graves emocionalmente insensibles y atormentados por pesadillas y recuerdos recurrentes durante décadas. La investigación, presentada en la reunión anual de la Asociación Americana de Psicología en San Francisco, entrevistó a casi 500 prostitutas de todo el mundo y descubrió que dos tercios padecían TEPT, en comparación con menos del 5% de la población general. Estudios sobre veteranos de la Guerra de Vietnam han encontrado que entre el 20% y el 30% de ellos pueden ser diagnosticados con este trastorno, y aproximadamente la mitad presentan problemas psiquiátricos a largo plazo. La Dra. Melissa Farley, psicóloga e investigadora del Centro Médico Kaiser-Permanente en San Francisco, dirigió el estudio junto a colegas de Turquía y África. El equipo entrevistó a prostitutas de entre 12 y 61 años que trabajaban en las calles y en burdeles de San Francisco y seis grandes ciudades de Europa, Asia y África. La gran mayoría reportó haber sufrido agresiones físicas o sexuales recurrentes durante sus horas de trabajo. Utilizando una escala de severidad desarrollada por científicos que estudian el estrés postraumático en el ámbito militar, el equipo de la Dra. Farley encontró que las prostitutas mostraban una forma ligeramente más severa de la enfermedad que los veteranos de Vietnam que buscan tratamiento para la misma. Según el Dr. Matthew J. Friedman, director ejecutivo del Centro Nacional para el TEPT del Departamento de Asuntos de Veteranos y profesor de psiquiatría en la Escuela de Medicina de Dartmouth, esta es una calificación "enormemente alta" en la escala. La frecuencia del TEPT entre las prostitutas no parecía estar relacionada con su nacionalidad o lugar de trabajo, siendo igual de común en Estambul como en San Francisco, y tanto entre hombres como mujeres que trabajaban en tres burdeles caros de Johannesburgo como entre aquellos que trabajaban en las calles de esa ciudad, a pesar de que en los burdeles se registraban menos episodios de violencia física. Este es el primer estudio sobre el TEPT en prostitutas, aunque otros estudios han mostrado frecuencias igualmente altas del trastorno en otros grupos desfavorecidos de mujeres, incluyendo usuarias de drogas embarazadas, mujeres sin hogar y mujeres maltratadas. Además, el estudio de la Dra. Farley encontró que aproximadamente dos tercios de las prostitutas encuestadas se quejaban de problemas médicos, aunque inesperadamente pocos de estos problemas parecían estar relacionados con enfermedades de transmisión sexual. En contraste con la visión romántica de la prostitución a menudo presentada por Hollywood, más del 90% de las prostitutas en su estudio dijeron que "querían salir" de esa forma de vida.

### Trastorno límite de la personalidad
El Trastorno Límite de la Personalidad (TLP) es un trastorno mental caracterizado por una impulsividad significativa, seducción y sexualidad excesiva. Tanto en hombres como en mujeres con TLP, son comunes la promiscuidad sexual, las obsesiones sexuales y la hipersexualidad o adicción sexual. Investigaciones indican que más del 90% de los adictos al sexo presentan características de trastornos de personalidad, y que a menudo padecen otros problemas psicológicos. El TLP es uno de los trastornos de personalidad más prevalentes entre aquellos con hipersexualidad. Una persona que padece TLP puede llevar a conductas impulsivas y autodestructivas, incluyendo la actividad sexual como forma de autodaño. En este contexto, muchas personas con TLP y comportamientos hipersexuales pueden verse atraídas por la prostitución como una forma de satisfacer sus necesidades emocionales y psicológicas. La prostitución puede ser percibida como una salida para la impulsividad y la necesidad de validación emocional, ofreciendo una sensación de control y valor que las personas con TLP pueden buscar desesperadamente. Además, la inestabilidad financiera, a menudo asociada con el TLP, puede impulsar a estas personas a la prostitución como un medio de sustento económico. La participación en la prostitución puede, a su vez, exacerbar los síntomas del TLP debido a la exposición a situaciones de abuso, violencia y estigmatización social, creando un ciclo perjudicial que dificulta aún más el tratamiento y la recuperación.Jane Eloy, una trabajadora sexual, ofrece una visión cruda de cómo la búsqueda de validación y la gratificación instantánea pueden estar impulsadas por carencias afectivas y una necesidad de reconocimiento. Desde un punto de vista psicológico, el comportamiento de los participantes muestra dinámicas de poder y una disonancia cognitiva, donde las expectativas no cumplidas generan tensión que se resuelve mediante la conformidad a las reglas grupales. Permitiendo explorar identidades sexuales y roles de poder reprimidos, utilizando la transgresión y el control como medios para satisfacer deseos subconscientes y resolver inseguridades profundas.

Tuve un encuentro sexual con él y eyaculó en cinco minutos. Me frustré porque quería tener un orgasmo con él. Subí para jugar a un juego de cartas con los amigos en la casa de Paul. El que ganara, ganaría dinero; y el que perdiera tendría que cumplir un castigo. El castigo sería que el hombre eyaculara y la mujer tendría que hacer un striptease o sexo en vivo. Yo perdí y tuve que tener sexo frente a todos, mientras los demás participaban en el juego y elegían las posiciones. "Ponla de cuatro, toca su clítoris". Mi suerte fue que el hombre en cuestión era un negro hermoso de 1,85 m y con un pene enorme y maravilloso. Me puse contenta porque logré tener un orgasmo.
Jane Eloy, prostituta de Praça Tiradentes

La prevalencia del intercambio sexual por supervivencia y las enfermedades mentales están sobrerrepresentadas en las poblaciones sin hogar. Un estudio reciente evaluó la relación entre los síntomas del trastorno límite de la personalidad (TLP) y la participación en el sexo por supervivencia entre mujeres sin hogar. Se encuestaron a 158 mujeres sin hogar sobre la sintomatología auto informada del TLP y su historial sexual. Los análisis bivariados y multivariados realizados en este estudio revelaron que algunos síntomas del TLP están fuertemente correlacionados con el intercambio sexual por supervivencia entre las mujeres adultas sin hogar. Los resultados indican que la impulsividad es un factor significativamente asociado con la participación en el sexo por supervivencia, incluso después de controlar otras variables demográficas y de experiencia de vida sin hogar. Estos hallazgos sugieren la necesidad de que las agencias de servicios y otros que trabajan con poblaciones femeninas en riesgo consideren la impulsividad como un factor crítico al desarrollar intervenciones para prevenir el intercambio sexual por supervivencia. La muestra del estudio incluyó a mujeres de Omaha, Nebraska; Pittsburgh, Pensilvania; y Portland, Oregón, y se realizaron entrevistas en albergues, comedores comunitarios y lugares al aire libre. Los participantes recibieron $20 por completar las entrevistas. Los resultados mostraron que el 23.8% de las mujeres encuestadas había participado en sexo por supervivencia, y las dimensiones del TLP como la impulsividad y el miedo al abandono estaban significativamente relacionadas con esta práctica. La edad también se identificó como un factor de riesgo, con una mayor probabilidad de participación en sexo por supervivencia a medida que las mujeres envejecían. Los resultados destacan la necesidad de capacitación para los proveedores de servicios que trabajan con poblaciones sin hogar, particularmente para identificar y apoyar a las mujeres mayores con altos niveles de impulsividad. Este estudio subraya la importancia de continuar investigando la relación entre el TLP y el sexo por supervivencia para desarrollar intervenciones más efectivas.

### Comportamientos autodestructivos
El comportamiento autodestructivo en trabajadoras sexuales femeninas se refiere a acciones que ponen en riesgo su propia seguridad y salud física, consideradas como una forma de autodestrucción. Este fenómeno se manifiesta a través de altos niveles de ideas suicidas y tentativas de suicidio, motivadas principalmente por emociones como vergüenza, ira y resentimiento.Entre las trabajadoras sexuales, es común encontrar mecanismos de protección psicológica poco desarrollados, lo que contribuye a mantener comportamientos sexuales de riesgo. Estos mecanismos incluyen formas primitivas de defensa psicológica, como la negación y la proyección. Además, se observa una propensión significativa hacia comportamientos de víctima activa, caracterizados por una tendencia a asumir riesgos y a adoptar una actitud pasiva o provocativa frente a situaciones de peligro.
El análisis de los patrones psicológicos y conductuales de estas mujeres ha permitido identificar tres variantes principales: la emocional-ansiosa-dístimica, la exaltada afectiva-hipertímica-ciclotímica, y la demostrativa-excitativa-obstinada. La primera se caracteriza por una labilidad emocional elevada, una percepción pesimista de la realidad y una baja autoestima. La segunda variante muestra un comportamiento turbulento con respuestas emocionales inestables y una búsqueda constante de entretenimiento y placer. La tercera variante se distingue por el egocentrismo, la irritabilidad y la tendencia a conflictos debido a una falta de aceptación de otras opiniones.En cuanto a la educación general y sexual, se ha encontrado que muchas trabajadoras sexuales carecen de una formación adecuada, lo que contribuye a una personalidad desarmonizada y a una falta de adaptabilidad. Este déficit educativo incluye tanto la ausencia de educación sexual en el entorno familiar como la exposición a tipos de educación inmoral o represiva.
Las mujeres que ejercen la prostitución en la calle enfrentan numerosos problemas que pueden aumentar su riesgo de tener pensamientos suicidas. Factores como la violencia, el abuso de sustancias, problemas de salud mental y la falta de apoyo social son comunes en sus vidas y contribuyen significativamente a este riesgo. Las prostitutas de calle a menudo viven en condiciones difíciles y peligrosas. Muchas han sido víctimas de violencia física, emocional o sexual. Un estudio realizado en varias ciudades europeas reveló que aproximadamente el 60% de las prostitutas de calle han experimentado algún tipo de violencia en el último año, y el 42% reporta haber tenido pensamientos suicidas durante el mismo período. Además, se encontró que el 35% de estas mujeres sufre de depresión clínica, y el 25% ha intentado suicidarse al menos una vez en su vida. 
Un estudio realizado por Alexandre Teixeira, de la Facultad de Psicología de la Universidad de Oporto, concluyó que el 44% de las mujeres que ejercen la prostitución en la calle han tenido al menos un episodio suicida, identificando la precariedad, la falta de legislación y la exposición a la violencia como los principales factores de riesgo. La investigación, que incluyó a 52 prostitutas de calle de entre 18 y 60 años, reveló que la falta de ingresos es el principal motivo por el cual estas mujeres recurren a la prostitución, aunque reconocen que esta actividad no es suficiente para su sustento. Teixeira señaló que 23 de las mujeres estudiadas habían intentado suicidarse una o más veces, atribuyendo esta elevada tasa de intentos de suicidio a causas como la victimización y la exposición a violencia verbal, física y sexual por parte de clientes y compañeros. Además, destacó que una regulación legal de la prostitución, con derechos a protección social y la posibilidad de hacer aportes para la seguridad social, podría influir positivamente en la salud emocional de estas mujeres. Según el investigador, aproximadamente el 70% de las participantes lleva cinco o más años en la prostitución, lo que permite considerarlo una carrera en lugar de una actividad momentánea, aunque las propias mujeres no suelen percibirlo así, refiriéndose a la prostitución como una solución temporal a problemas inmediatos.

### Autolesiones y suicidio
La teoría del diátesis-estrés del suicidio sugiere que una predisposición biológica (diátesis) combinada con circunstancias vitales negativas (estrés) precipita comportamientos suicidas. Las mujeres que se dedican al trabajo sexual y que usan drogas enfrentan múltiples factores de riesgo para la ideación y los intentos de suicidio, incluyendo adversidades en la infancia, altos niveles de violencia física y sexual, y estigmatización social. La violencia y el uso de sustancias pueden tener una relación interdependiente, donde la violencia de pareja puede aumentar el consumo de alcohol y drogas, y viceversa. El estigma y la discriminación, especialmente relacionados con el trabajo sexual y el consumo de drogas, aumentan el riesgo de suicidio al generar aislamiento social y sentimientos de vergüenza interna.
El estudio "Increased burden of suicidality among young street-involved sex workers who use drugs in Vancouver, Canada", investigó el riesgo de intentos de suicidio entre jóvenes que viven en la calle y se dedican al trabajo sexual en Vancouver, Canadá. Los datos se obtuvieron del At-Risk Youth Study, una cohorte prospectiva de jóvenes callejeros que usan drogas. Se emplearon análisis de ecuaciones de estimación generalizada multivariables para determinar si estos jóvenes tenían un riesgo elevado de intentar suicidarse, controlando posibles factores de confusión. Entre septiembre de 2005 y mayo de 2015, se reclutaron 1210 jóvenes, de los cuales 173 (14.3%) reportaron haber intentado suicidarse recientemente. En el análisis multivariable, los jóvenes que se dedicaban al trabajo sexual tenían una mayor probabilidad de reportar intentos de suicidio recientes. Se observó que la discriminación sistemática y el trauma no abordado contribuyen al aumento del riesgo de suicidio en esta población.

#### El Suicidio de Anna y prostitución en Londres
En 2009, una mujer china llamada Anna se suicidó cerca del aeropuerto de Heathrow en Londres. Amigos descubrieron posteriormente que trabajaba como prostituta en una casa de masajes ilegal. Jenny Lu, una estudiante de arte de Taiwán y amiga de Anna, investigó la vida secreta de su amiga, lo que resultó en su primer largometraje de ficción, "The Receptionist". La película, que se estrenó en Taiwán en 2017, aún no tiene fecha de estreno en Brasil. Anna, originaria de un pequeño pueblo en China, se mudó a Londres en busca de una vida mejor, pero terminó llevando una doble vida desconocida para sus seres cercanos. Lu contactó a mujeres que trabajaron con Anna en la casa de masajes, descubriendo que muchas eran inmigrantes de China, Malasia, Filipinas y Tailandia, algunas con pasaportes falsos o mediante matrimonios arreglados. Anna, casada con un británico desempleado, trabajaba para pagar la deuda de su matrimonio falso y ayudar a su hermano en China. La película de Lu retrata el maltrato y abuso que estas mujeres enfrentan, incluyendo extorsiones y violencia de criminales que ofrecen "protección". A pesar de la naturaleza ficticia de las escenas, estas se basan en las experiencias reales de Anna y sus compañeras. Lu organizó encuentros entre los actores y las mujeres para asegurar la autenticidad del guion. Muchas de estas mujeres continúan en la prostitución debido a la barrera del idioma y la dificultad de encontrar empleos bien remunerados. La película destaca cómo estas mujeres viven aisladas, temiendo ser descubiertas por sus vecinos y trabajando con las cortinas siempre cerradas. Anna, de 35 años, llevaba solo un año en la industria del sexo cuando se suicidó. La presión familiar y la vergüenza de su trabajo secreto contribuyeron a su decisión. El filme de Lu, financiado parcialmente por agencias de Taiwán y micromecenazgo, fue seleccionado para el festival de cine de Edimburgo y recibió nominaciones en Italia y Taiwán.

### Depresión

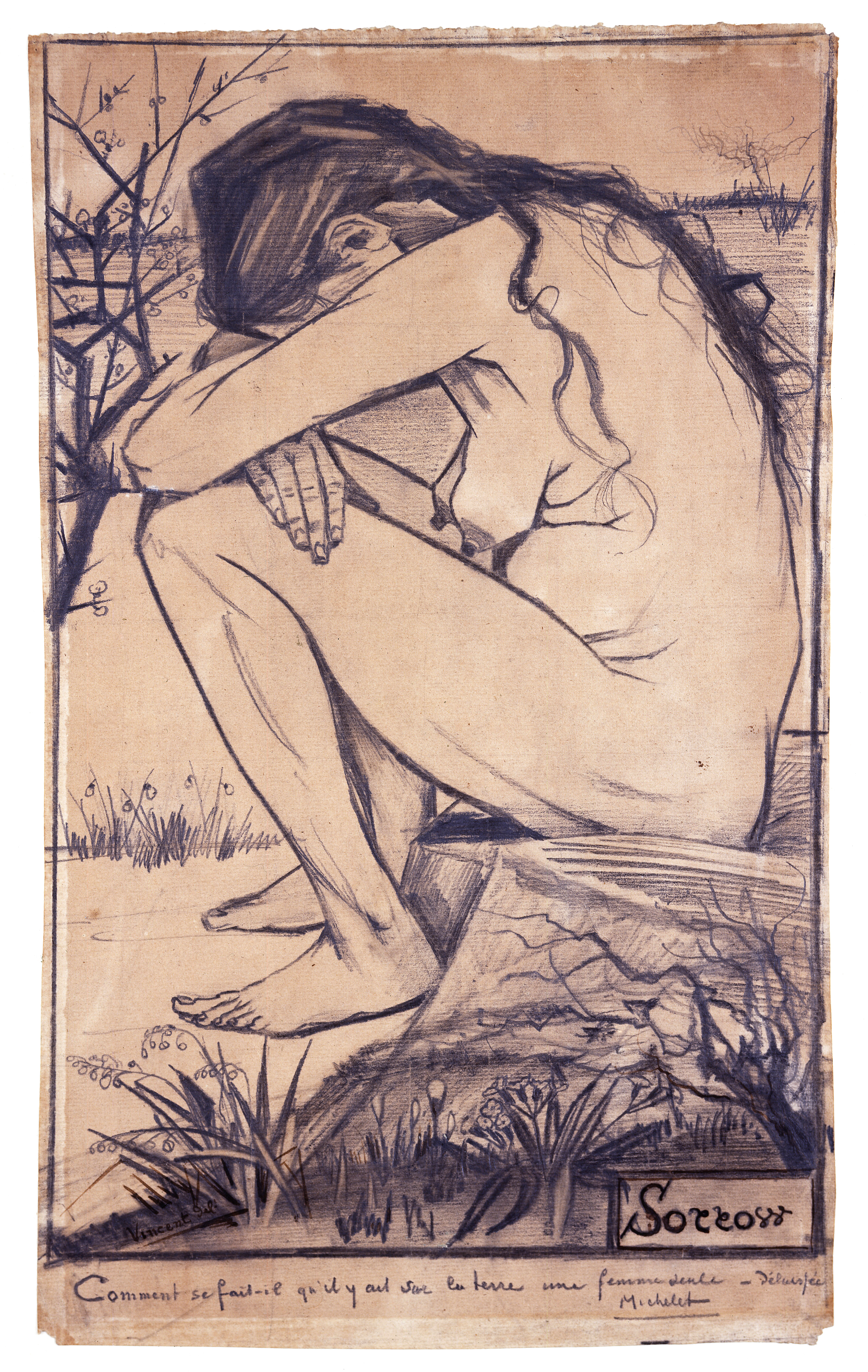
Dolor, de Vincent van Gogh

Un estudio realizado por investigadores de la Pontificia Universidad Católica de Río Grande do Sul (PUC-RS) reveló que el 67% de las prostitutas en Porto Alegre presentan síntomas de depresión. Publicado en la Revista de Psiquiatría del Rio Grande do Sul, el estudio evaluó a 97 mujeres de entre 18 y 60 años, que ejercen la prostitución en diversos entornos, como bares, discotecas y calles. La investigación analizó variables como edad, nivel educativo, práctica religiosa, color de piel, motivos para continuar en la actividad, ingreso mensual promedio, intención de dejar la prostitución, uso de preservativos, enfermedades de transmisión sexual y consumo de drogas ilícitas. Para evaluar los síntomas depresivos, se utilizó un cuestionario de 21 preguntas sobre la semana anterior. A pesar de que el ingreso promedio mensual de las participantes era de aproximadamente mil reales, una cifra relativamente alta en comparación con el salario promedio brasileño, más del 90% continuaban en la prostitución por razones económicas y el 86,6% expresaron su deseo de abandonar la profesión. Además, el estudio encontró que el 48,5% de las participantes había tenido al menos un aborto, casi el 30% había contraído enfermedades de transmisión sexual y más del 50% tenía una pareja estable. Un dato positivo fue que el 93% de las prostitutas usaban preservativos en sus relaciones sexuales. El uso de preservativos estaba relacionado con una menor prevalencia de enfermedades de transmisión sexual, que se situaba en el 28,9%. La investigación también destacó que el 70% de las mujeres con síntomas depresivos consumían alcohol y que el 32,2% practicaban alguna religión, lo cual actuaba como un factor protector contra la depresión. 
El estudio titulado "Transtorno Mental Comum em Acompanhantes de Pacientes em Internação Hospitalar de Curto e Médio Período: Um Estudo Transversal", publicado en la Revista Multidebates en junio de 2020, tuvo como objetivo evaluar la prevalencia de trastorno mental común (TMC) en acompañantes de pacientes hospitalizados por períodos cortos o medios. Este estudio transversal se llevó a cabo en un hospital general en la Gran São Paulo en 2019, con una muestra de 272 individuos, utilizando el cuestionario Self-Reporting Questionnaire (SRQ-20), validado a nivel mundial. Los resultados mostraron que el 41,2% de los acompañantes presentaban TMC. La mayor prevalencia se observó en aquellos que eran hijos del paciente internado (49,1%), mujeres (44,8%), con edades entre 40 y 59 años (45,1%), que tenían otra ocupación profesional (42%), padecían alguna enfermedad crónica (51,1%) y no realizaban actividad física (46,6%). Los tres sectores evaluados mostraron que el sector verde, el área de primera internación, tenía la mayor prevalencia de TMC (49,5%).
En un estudio transversal realizado en Shenyang y Guangzhou, China, en 2017, se encontró que el 25.25% de las trabajadoras sexuales transgénero presentaban altos niveles de depresión. El estudio, que incluyó a 198 participantes, utilizó un cuestionario estructurado para evaluar características de fondo, autoestima, sentimientos de derrota y atrapamiento, y depresión. Los resultados mostraron una correlación negativa entre la autoestima y la depresión, así como entre la autoestima y los sentimientos de derrota y atrapamiento. Además, se descubrió que los sentimientos de atrapamiento y derrota mediaban completamente la relación entre la autoestima y la depresión.

### Ansiedad
La ansiedad es uno de los trastornos mentales más comunes entre las trabajadoras sexuales debido a la exposición constante a situaciones de alto riesgo, como la violencia, la coerción sexual y la estigmatización. Estudios han demostrado que las trabajadoras sexuales presentan tasas significativamente altas de síntomas de ansiedad en comparación con la población general. La prevalencia de la ansiedad en este grupo puede estar relacionada con múltiples factores, incluidos el abuso en la infancia, la violencia en el trabajo y la falta de apoyo social. Además, las trabajadoras sexuales a menudo enfrentan problemas de salud como infecciones de transmisión sexual y el VIH, que pueden agravar su estado de ansiedad. El tratamiento de la ansiedad en trabajadoras sexuales requiere un enfoque integral que aborde tanto su salud física como mental, a través de la terapia cognitivo-conductual, el apoyo psicológico y, en algunos casos, la medicación.
El entorno en el que trabajan estas mujeres, a menudo caracterizado por la falta de seguridad y la inestabilidad, contribuye a una sensación constante de peligro y alerta. La ansiedad puede manifestarse en una variedad de síntomas, incluyendo ataques de pánico, miedo irracional, preocupación excesiva, hipervigilancia y dificultades para dormir. La exposición repetida a eventos traumáticos, como agresiones físicas y sexuales, también puede llevar al desarrollo de trastornos de estrés postraumático (TEPT), que a menudo coexisten con la ansiedad.
Investigaciones específicas, como el estudio realizado en KwaZulu-Natal, Sudáfrica, han encontrado que el 78.4% de las trabajadoras sexuales presentaban síntomas de ansiedad, según el Self Reporting Questionnaire (SRQ 20). Este estudio también reveló que un 72% de las trabajadoras sexuales habían experimentado violencia y un 69% había sufrido abuso en la infancia. Estos factores traumáticos contribuyen significativamente al desarrollo de trastornos de ansiedad y otros problemas de salud mental.

### Hipervigilancia y desconfianza
La hipervigilancia en las trabajadoras sexuales, surge como una respuesta adaptativa a las constantes amenazas y peligros inherentes a su entorno laboral. En las interacciones con clientes, la necesidad de evaluar rápidamente las intenciones y detectar posibles signos de peligro son necesarias en estos ambientes, ya que cualquier fallo en la percepción puede resultar en daño físico o emocional. Además, el trabajo a menudo se realiza en lugares con poca seguridad, como calles, hoteles baratos o apartamentos privados, donde la vulnerabilidad es alta. La presencia de proxenetas o terceros controladores también contribuye a un ambiente de tensión constante, obligando a las trabajadoras a estar siempre alerta para evitar represalias o violencia. La traición y el abuso frecuente por parte de personas en quien podrían haber confiado anteriormente alimentan aún más esta hipervigilancia, generando una necesidad continua de monitorear y controlar su entorno para protegerse de futuros daños. Este estado de alerta se vuelve una segunda naturaleza, manifestándose en comportamientos como la revisión constante de conversaciones y acciones de los demás, espiar, revisar teléfonos y correos electrónicos, y en casos extremos, instalar cámaras ocultas o contratar detectives privados. La hipervigilancia se desarrolla como un mecanismo de supervivencia, pero conlleva consecuencias negativas significativas, como el agotamiento emocional, el estrés crónico, y el deterioro de las relaciones personales, ya que la desconfianza y la sospecha constante dificultan la formación de conexiones genuinas y basadas en la confianza.

### Somatización
Otro efecto psicológico de la prostitución, que es ligeramente más complejo, es la somatización. La somatización es la manifestación de síntomas médicos recurrentes y múltiples sin una causa principal. El trastorno de somatización se presenta en mujeres que fueron agredidas en la infancia y que fueron abusadas sexualmente. La somatización es el resultado de la negatividad afectiva y los sentimientos de incompetencia. La relación entre el trauma y la somatización parece ser una consecuencia del TEPT. Los síntomas somáticos son comunes entre las prostitutas que son sobrevivientes de trauma. Según Dorte M. Christiansen, la depresión, la disociación y la ansiedad no están asociadas con el grado de somatización. No se ha realizado mucha investigación sobre la somatización y sus trastornos entre las prostitutas.

### Dificultades para establecer vínculos emocionales
Las mujeres involucradas en la prostitución tienden a caracterizarse por un apego inseguro y por cogniciones marcadas por la carencia afectiva, la desconfianza, el miedo al abandono, el sentimiento de no merecer amor y la sumisión al control de otros. Estos factores pueden resultar en aislamiento social y dificultades en el compromiso relacional, particularmente en el contexto de las relaciones amorosas. Sin embargo, entrevistas con estas mujeres revelaron que casi tres cuartas partes de ellas reportaron mantener una relación con una persona que representaba una fuente significativa de apoyo, bienestar y que podía actuar como catalizador de cambio. No obstante, su red de apoyo parece depender de una persona específica, o al menos, de un número muy limitado de personas. Otro resultado significativo del estudio es que cuando las mujeres revelan su implicación en la prostitución a sus allegados, estos tienden a posicionarse como actores de apoyo positivo al cambio en lugar de ser una fuente de rechazo y estigmatización. Las intervenciones directas con los allegados deben informarles que el apoyo que pueden brindar a estas mujeres es necesario.
La mayoría de las mujeres (78%) informó que el trabajo sexual afectaba negativamente sus relaciones románticas personales, principalmente debido a problemas de mentiras, confianza, culpa y celos. Un pequeño número de mujeres reportó impactos positivos del trabajo sexual, como una mejor autoestima sexual y confianza. Aproximadamente la mitad de las mujeres estaban en una relación en el momento del estudio, y de estas, el 51% informó que su pareja conocía la naturaleza de su trabajo. El 77% de las mujeres solteras eligió permanecer solteras debido a la naturaleza de su trabajo. Muchas mujeres utilizaron la separación mental como mecanismo de afrontamiento para gestionar las tensiones entre el trabajo sexual y sus relaciones personales.
Las principales formas en que el trabajo sexual afectaba negativamente a las mujeres en relaciones incluían la deshonestidad, la desconfianza, los celos, el estigma y problemas pragmáticos. Las mujeres en relaciones a menudo mentían a sus parejas sobre la naturaleza de su trabajo, lo que causaba culpa y problemas de confianza. Las parejas que sabían sobre el trabajo de las mujeres a menudo experimentaban celos y malentendidos debido al estigma asociado con la industria del sexo.
Más de la mitad de las mujeres en el estudio estaban solteras, principalmente por elección, debido a la naturaleza de su trabajo. Algunas mujeres eligieron permanecer solteras porque no estaban cómodas con la idea de tener una relación mientras trabajaban en la industria del sexo, o porque sentían que sus parejas no estarían cómodas con su trabajo.
Aproximadamente la mitad de las mujeres mencionaron la necesidad de mantener una distinción entre su vida laboral y personal, utilizando la separación como un mecanismo de afrontamiento. Más de la mitad de las mujeres encontró difícil separar mentalmente su vida laboral de su vida personal. Algunas estrategias incluían no socializar con otras trabajadoras sexuales fuera del trabajo y usar condones con los clientes pero no con las parejas románticas.Los hallazgos de este estudio coinciden y amplían estudios previos que también encontraron que las mujeres que trabajan en la industria del sexo comúnmente reportan impactos negativos en sus relaciones debido a problemas de deshonestidad, confianza y culpa. El estigma asociado con la industria del sexo fue una barrera significativa en las relaciones personales de las trabajadoras sexuales, lo que llevó a problemas de apoyo y comprensión por parte de sus parejas.

### Aislamiento social
La salud mental de las trabajadoras sexuales se ve afectada por una variedad de factores, entre los que destacan el aislamiento social, la soledad y el estigma asociado a su ocupación. Estos factores no solo influyen en su bienestar emocional, sino que también interactúan con aspectos estructurales como la criminalización y la violencia. La modalidad de trabajo, ya sea en solitario o acompañada de colegas, también juega un papel importante en su experiencia diaria y su salud mental. La falta de información y el tratamiento infantilizador que reciben a menudo contribuyen a una autoimagen negativa y a la percepción de incapacidad para tomar decisiones sobre sus propias vidas, exacerbando aún más los problemas de salud mental en este colectivo.
El aislamiento social y la soledad tienen un fuerte impacto en la salud mental de las trabajadoras sexuales. Un estudio realizado por "European Sex Workers' Rights Alliance" mostro que más del 70% de las encuestadas consideraron que el aislamiento afecta la salud mental en gran medida. La modalidad de trabajo sexual también puede influir en su capacidad para trabajar con colegas o de manera individual. Los participantes de los grupos focales indicaron que la soledad inherente al trabajo de escorting era difícil de manejar, mientras que una participante que trabajaba en las calles con colegas mencionó disfrutar de trabajar con gente alrededor. Una trabajadora sexual en Finlandia expresó que al entrar en esta industria, la falta de información es tan grande y la soledad es tan intensa que afecta profundamente. Otro impacto del estigma en la salud mental es la suposición subyacente de que las trabajadoras sexuales son víctimas. Una trabajadora sexual en Finlandia comentó que no se les pide su opinión ni se les escucha, y que son otros quienes toman las decisiones, asumiendo que son incapaces de elegir por sí mismas, lo cual contribuye a una infantilización que puede generar imágenes negativas de sí mismas y afectar negativamente su salud mental. El estigma actúa como un factor paraguas que se entrelaza con muchos otros factores estructurales que influyen en la salud mental de las trabajadoras sexuales, como la criminalización o la violencia.

### Baja autoestima
La baja autoestima es un factor significativo en la salud mental de muchas personas, y entre las trabajadoras sexuales, este problema puede ser especialmente pronunciado. La autoestima, definida como la valoración que una persona tiene de sí misma, influye en cómo se percibe y se relaciona con el mundo. En el contexto de las trabajadoras sexuales, la autoestima baja a menudo está relacionada con experiencias de rechazo, estigmatización social y situaciones traumáticas. Estas mujeres pueden enfrentarse a un ciclo de autocrítica y falta de valía personal, exacerbado por la discriminación y la marginalización que encuentran en su vida diaria.
Las personas con baja autoestima son más susceptibles a la manipulación y explotación por parte de proxenetas y otros explotadores. Existe una conexión entre la baja autoestima y la prostitución. En algunos casos, los proxenetas utilizan a trabajadores sexuales menores de edad para reclutar a otros residentes de hogares grupales. El abuso sexual puede tener un impacto significativo en la autoestima. Las personas adoptadas y que han sufrido abuso sexual tienden a experimentar baja autoestima y dificultades en las relaciones.
Numerosos estudios han demostrado que la baja autoestima está estrechamente vinculada a una serie de problemas de salud mental, como la depresión y la ansiedad. Las trabajadoras sexuales con baja autoestima pueden sentirse atrapadas en sus circunstancias, incapaces de ver una salida viable a su situación, lo que refuerza sentimientos de derrota y desesperanza. Este ciclo de negatividad puede ser difícil de romper sin apoyo adecuado y estrategias de intervención que aborden tanto los aspectos emocionales como los contextos sociales que perpetúan la baja autoestima.
El estudio "Sex work and three dimensions of self-esteem: self-worth, authenticity and self-efficacy" (Trabajo sexual y tres dimensiones de la autoestima: autoestima, autenticidad y autoeficacia) analiza la relación entre el trabajo sexual y la autoestima. El estudio utiliza una muestra heterogénea de 218 trabajadores sexuales canadienses que prestan servicios en diversos lugares, utilizando un marco tridimensional de la autoestima: autoestima (autovaloración), autenticidad (ser uno mismo) y autoeficacia (competencia).
El trabajo sexual se asume que tiene un efecto negativo en la autoestima, expresado casi exclusivamente como baja autoestima debido a su inaceptabilidad social y a pesar de la diversidad de personas, posiciones y roles dentro de la industria del sexo. En este estudio, se pidió a una muestra heterogénea de 218 trabajadores sexuales canadienses que entregan servicios en varios lugares cómo su trabajo afectaba su sentido de sí mismos. Utilizando un análisis temático basado en una concepción tridimensional de la autoestima, arrojamos luz sobre la relación entre la participación en el trabajo sexual y la autoestima. Los hallazgos demuestran que la relación entre el trabajo sexual y la autoestima es compleja: la mayoría de los participantes discutieron múltiples dimensiones de la autoestima y a menudo hablaron de cómo el trabajo sexual tenía tanto efectos positivos como negativos en su sentido de sí mismos. Factores de fondo social, la ubicación del trabajo y eventos y experiencias de vida también tuvieron un efecto en la autoestima. La investigación futura debe adoptar un enfoque más complejo para entender estos problemas considerando elementos más allá de la autoestima, como la autenticidad y la autoeficacia, y examinando cómo los antecedentes y motivaciones individuales de los trabajadores sexuales se intersectan con estas tres dimensiones.
En un estudio titulado "Evaluación de la Autoestima de las Trabajadoras del Sexo", se centró en analizar la autoestima de trabajadoras sexuales en Campina Grande-PB, los resultados mostraron que la autoestima de estas mujeres es baja, influenciada por el estigma social asociado a la prostitución y por factores personales como la maternidad, el contexto familiar y la edad. Además, el estudio señaló que las trabajadoras más jóvenes cobraban más por sus servicios que las mayores, mostrando un impacto económico de la edad en su profesión.

#### Diferencias culturales
En el artículo "Self-esteem and cognitive distortion among women involved in prostitution in Malaysia" publicado en Procedia Social and Behavioral Sciences (2010), los autores Rohany Nasir et al. examinan cómo la autoestima y las distorsiones cognitivas varían entre mujeres musulmanas y no musulmanas en Malasia. Utilizando la Escala de Autoestima de Rosenberg y la Escala de Distorsión Cognitiva de Briere, el estudio revela que las prostitutas musulmanas tienen una autoestima significativamente más baja y distorsiones cognitivas más altas en comparación con sus contrapartes no musulmanas. Además, se encontró una correlación negativa entre autoestima y distorsión cognitiva, sugiriendo que una mayor autoestima está asociada con menores distorsiones cognitivas.

### Deficiencia cognitiva
Una investigación titulada "Detección de Lesiones Traumáticas Cerebrales en Mujeres Prostituidas", resalta que la violencia es un aspecto predominante en la prostitución y una causa significativa de TBI. El 95% de las participantes habían sufrido lesiones en la cabeza, frecuentemente como resultado de ser golpeadas con objetos o de tener sus cabezas golpeadas contra superficies. En particular, el 61% de las lesiones en la cabeza ocurrieron mientras se dedicaban a la prostitución. El estudio documenta síntomas agudos y crónicos asociados con estas lesiones, incluyendo mareos, depresión, dolores de cabeza, problemas de sueño, dificultades de concentración y memoria, problemas para seguir instrucciones, baja tolerancia a la frustración, fatiga y cambios en el apetito y peso.
El estudio arroja la importancia de la detección de traumatismo craneoencefálico (TCE) para asegurar el cuidado efectivo de las mujeres prostituidas. Los autores destacan que las TCE, a menudo causadas por golpes en la cabeza o sacudidas violentas, son comunes en asaltos interpersonales, más que en accidentes o caídas. Además, las lesiones en la cabeza son frecuentes en la violencia de pareja íntima (IPV, por sus siglas en inglés), y las mujeres en la prostitución suelen experimentar altos índices de este tipo de violencia.

## Tratamiento
La psicoterapia para estas mujeres debe adaptarse a sus necesidades específicas, considerando el uso de intervenciones de crisis y la construcción de habilidades de afrontamiento durante episodios de estrés severo. Durante períodos de síntomas más leves, se puede emplear una aproximación psicodinámica enfocada en la autorreflexión y exploración profunda. La relación terapéutica es necesaria para establecer confianza y seguridad, permitiendo a las pacientes explorar sus experiencias y desarrollar mecanismos de afrontamiento más saludables. La comprensión de la transferencia y la contratransferencia es esencial para el tratamiento eficaz, y se deben mantener límites profesionales claros para evitar violaciones que puedan dañar la relación terapéutica.

### Conciencia plena
El estudio titulado "Use of Mindfulness to Treat Mental Health Symptoms of Individuals Subjected to Human Sex Trafficking and Prostitution" fue realizado por Amanda McCaw, se centra en el uso de técnicas de mindfulness para tratar los síntomas de salud mental de personas que han sido víctimas de trata de personas con fines sexuales y prostitución.
El estudio explora la naturaleza de la trata sexual y la prostitución, revisa la literatura sobre los factores de riesgo asociados y las consecuencias de salud mental resultantes. Entre las consecuencias de salud mental se incluyen el trastorno de estrés postraumático (TEPT), depresión, disociación, ansiedad, culpa, ira y abuso de sustancias. Los sobrevivientes de la trata y la prostitución a menudo tienen acceso limitado o nulo a tratamientos efectivos para abordar estos problemas.
McCaw postula que las intervenciones basadas en el mindfulness pueden ser útiles para estos individuos. El mindfulness ayuda a los pacientes a permanecer en el momento presente, lo cual según el estudio mejora el proceso de tratar traumas y prevenir flashbacks. La investigación incluye una revisión exhaustiva de la literatura sobre el mindfulness y su aplicabilidad.

### Recuperación del yo en la conexión con los caballos

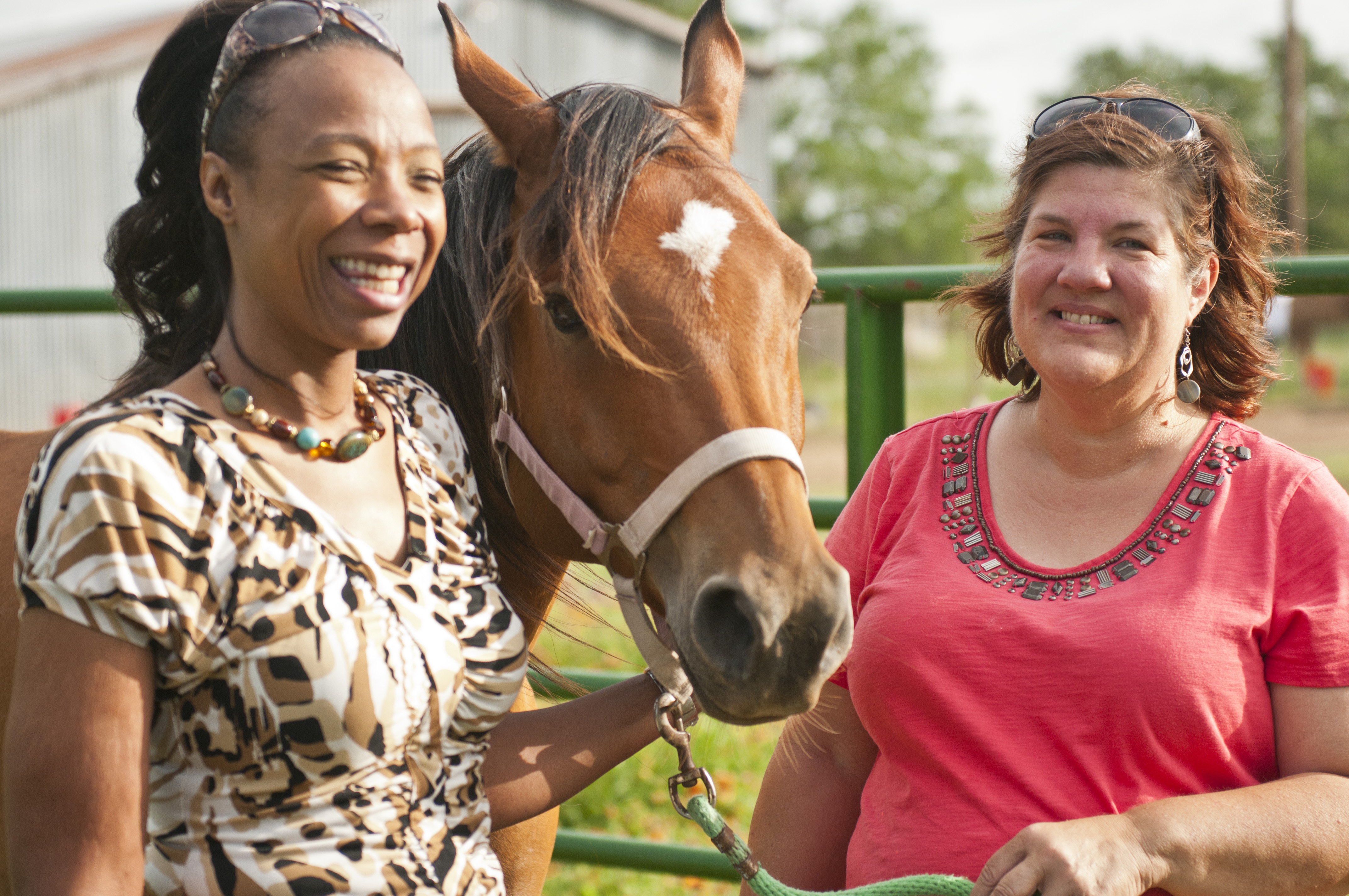
Terapia con caballos

El artículo "Loss of Self in Dissociation in Prostitution; Recovery of Self in Connection to Horses: A Survivor's Journey" de Sandra Norak, explora el fenómeno de la disociación en mujeres explotadas a través de la prostitución. Sandra Norak critica la legalización de la prostitución en países como Alemania, que la presentan como un trabajo legítimo mientras ignoran la violencia y los efectos disociativos que sufren las mujeres involucradas.
La disociación es un mecanismo de defensa mental que implica una desconexión entre pensamientos, identidad, conciencia y memoria. En el contexto de la prostitución, las mujeres suelen desarrollar esta estrategia para soportar el abuso sexual continuo. Norak describe su experiencia personal, explicando cómo las mujeres son traumatizadas desde el primer acto sexual comercial, considerado por muchas como una agresión sexual. La disociación les permite hacer su vida más llevadera en medio del abuso, pero sus efectos negativos persisten incluso después de abandonar la prostitución.
Norak argumenta que la visión de la prostitución como un "trabajo" en Alemania contribuye a normalizar y perpetuar la violencia y la disociación. La autora señala que el abuso sexual constante y la humillación a la que están sometidas las mujeres en la prostitución llevan al desarrollo de trastornos de estrés postraumático (TEPT) y otros mecanismos disociativos. Este proceso de disociación se convierte en un hábito automático que afecta significativamente la vida cotidiana, incluso después de dejar la prostitución.Después de salir de la prostitución en 2014, Norak encontró un camino hacia la recuperación cuidando caballos en las montañas. Trabajar con estos animales le permitió reconectar con sus emociones y su yo auténtico. Los caballos, como animales de huida, son extremadamente sensibles a las incongruencias entre los sentimientos internos y el comportamiento externo. Esta interacción ayudó a Norak a ser más auténtica y a expresar sus verdaderos sentimientos, lo que fue necesario para superar la disociación.
La autora describe cómo la relación con los caballos le enseñó a estar presente en el momento y a enfrentar sus emociones en lugar de suprimirlas. Este proceso de "encontrar y ser uno mismo" a través de la interacción con los caballos resultó ser transformador. Norak pudo transferir esta habilidad de "estar en el momento" de su trabajo con los caballos a su interacción con otras personas, lo que mejoró significativamente su calidad de vida y la ayudó a superar la disociación.Norak concluye que para ayudar a las víctimas de abuso sexual a superar la disociación relacionada con el trauma, es fundamental concentrarse en la reconexión con su verdadero yo. La recuperación no se trata solo de manejar los síntomas del trauma, como los ataques de pánico y los flashbacks, sino de ayudar a las víctimas a redescubrir quiénes son realmente y a aceptar y amar su verdadero yo. Norak destaca la importancia de ser auténtico y permitir que los sentimientos verdaderos emerjan como parte del proceso de sanación.

### Placer sexual después de un trauma
El trauma sexual, especialmente relacionado con la violencia de género, suele implicar abuso de poder, manipulación y explotación. Este tipo de trauma puede afectar profundamente la capacidad de una persona para sentir placer sexual, incluso en situaciones seguras y consensuadas. La recuperación de este trauma implica, entre otras cosas, recuperar el derecho al placer sexual.El proceso de recuperación del trauma sexual incluye la reclamación de derechos fundamentales como la seguridad, la capacidad de formar relaciones de confianza y una relación saludable con el propio cuerpo. Esto puede incluir la reconexión con el placer sexual, que es una parte importante del bienestar general. Aunque cada persona tiene su propio camino hacia la recuperación, algunas estrategias comunes pueden ayudar a facilitar este proceso.

#### Estrategias para el Placer Sexual Individual
1. Exploración Personal: La autoexploración sexual puede ser una forma efectiva de reconectar con el propio cuerpo y entender mejor las preferencias sexuales. Esto puede incluir el uso de juguetes sexuales o la estimulación manual. El uso de lubricante puede mejorar la experiencia al reducir la fricción y aumentar la sensación de placer.[99]
2. Perfil de Placer: Utilizar herramientas como una hoja de perfil de placer puede ayudar a identificar lo que gusta y lo que no, facilitando una mejor comprensión de las propias preferencias sexuales.[99]

#### Placer Sexual en Pareja
1. Comunicación Abierta: Hablar con la pareja sobre los límites, las preferencias y cómo se comunicará el consentimiento durante el acto sexual es fundamental. Establecer palabras y acciones de seguridad puede ayudar a detener la actividad sexual si es necesario y asegurar un ambiente seguro para ambas partes.[99]
2. Consentimiento y Seguridad: Discutir actividades seguras antes de empezar y tener un plan para manejar posibles desencadenantes o flashbacks puede ser necesario. Esto incluye establecer cuidados posteriores, como abrazos o descansos, para ayudar a mantener un sentido de seguridad y conexión.[99]

## Efectos psicológicos a largo plazo
La transición de la vida en la prostitución a una vida fuera de esta actividad implica profundos problemas psicológicos. La experiencia de haber trabajado en la industria del sexo conlleva una serie de secuelas a largo plazo que afectan la salud mental y emocional de las personas.En el texto "Life After Prostitution" de Bethany St. James, se describe el impacto psicológico que tuvo su experiencia en la industria del entretenimiento para adultos. Aunque superficialmente la industria parecía ser benévola, en realidad, fue extremadamente dañina y poco saludable.
Al salir de la industria, St. James se enfrentó a una crisis de identidad, pues había pasado 20 años en un entorno que, aunque incomprensible para los ajenos, tenía sentido para ella. Abandonar esta vida significó perder su identidad y sentirse desorientada en el mundo real. Esta falta de identidad fuera del trabajo la dejó emocionalmente inestable, incapaz de relacionarse con personas fuera del negocio.La retirada de la fachada que había construido como Bethany St. James la dejó sintiéndose vulnerable y expuesta. Las tareas cotidianas comenzaron a provocarle ataques de pánico, llevándola a creer que estaba sufriendo un colapso mental. La búsqueda de una nueva identidad a través de su fe cristiana y su participación en la iglesia tampoco le proporcionó el consuelo esperado, ya que sus experiencias pasadas la diferenciaban significativamente de sus nuevos compañeros, provocando aislamiento y juicio por parte de la comunidad religiosa.
Estos problemas emocionales y sociales culminaron en la aparición de síntomas severos de Trastorno de Estrés Postraumático (TEPT). La comparación con su esposo, un veterano con un TEPT de guerra, reveló que su forma de TEPT era opuesta a la suya: mientras él no podía apagar su sistema de respuesta de emergencia, ella no sabía cómo reaccionar ante situaciones normales tras haber vivido en un estado constante de alerta.La terapia reveló que St. James había desarrollado mecanismos de afrontamiento que le permitían neutralizar respuestas emocionales normales, convirtiendo situaciones estresantes en algo cotidiano. Este desajuste emocional le impidió reconocer el daño que se había causado a sí misma a lo largo de los años.El diagnóstico de TEPT severo le hizo entender que su incapacidad para percibir sus experiencias como traumáticas era parte del problema. El hecho de no haber sentido que había vivido eventos traumáticos contrastaba con la percepción de los demás, que veían sus experiencias como claramente traumáticas. La terapia la ayudó a procesar y a sanar, permitiéndole entender y aceptar la complejidad de su vida pasada y presente.
El estudio "Symptoms of Posttraumatic Stress Disorder and Mental Health in Women Who Escaped Prostitution and Helping Activists in Shelters" publicado en 2008 analiza a mujeres que escaparon de la prostitución, activistas que las ayudan en refugios y un grupo de control.Los investigadores encontraron que las ex-prostitutas mostraban niveles significativamente más altos de síntomas de TEPT, estrés, somatización, depresión, fatiga y problemas de sueño, tabaquismo y alcoholismo en comparación con los otros dos grupos. Los activistas también presentaban mayores niveles de tensión, problemas de sueño y tabaquismo, y síntomas de TEPT más frecuentes y graves que el grupo de control.
La investigación concluye que la participación en la prostitución aumenta el riesgo de exposición a la violencia, lo que puede causar traumas psicológicos tanto en las mujeres involucradas como en las personas que las ayudan. Estos efectos pueden ser duraderos, y se sugiere la necesidad de desarrollar métodos para evaluar y mitigar el trauma vicario en los trabajadores que asisten a las víctimas de prostitución. Además, se destaca la importancia de un diagnóstico y tratamiento tempranos para reducir la carga social y económica del TEPT.

## Casos de estudio

### Prostitutas de Minas Gerais
Un estudio transversal realizado en Minas Gerais evaluó la prevalencia de trastornos mentales comunes (TMC) y los factores asociados en un grupo de prostitutas. Se utilizó el Self-Reporting Questionnaire (SRQ-20) para entrevistar a 216 mujeres registradas en la Asociación de Prostitutas de Minas Gerais (Aprosmig) entre noviembre de 2012 y mayo de 2013. El estudio analizó características sociodemográficas y aspectos del trabajo en la prostitución, empleando la prueba de chi-cuadrado para examinar la asociación entre variables categóricas y la presencia de TMC, y utilizando un modelo de regresión logística para identificar los factores asociados con TMC. La prevalencia global de TMC fue del 57,9%, siendo más frecuente en mujeres con baja escolaridad, historia de violencia física e ingreso temprano en la prostitución. Las mujeres con menos de ocho años de escolaridad presentaron el doble de probabilidades de desarrollar TMC (OR = 2,05), y aquellas con antecedentes de violencia física también mostraron una probabilidad significativamente mayor (OR = 2,18). El estudio concluye la necesidad de mejorar la atención sanitaria para este grupo, dadas las altas tasas de TMC en comparación con la población general.

### Mujeres traficadas para la explotación sexual
El estudio titulado "Un Estudio sobre los Efectos Psicológicos en Mujeres que Fueron Traficadas para Fines de Explotación Sexual" aborda las consecuencias psicológicas experimentadas por mujeres víctimas del tráfico para explotación sexual. La investigación se basa en diversos documentales disponibles en YouTube, incluyendo "Tráfico de Mujeres para Fines de Explotación Sexual" y "Amazonas tiene Ruta del Tráfico de Personas sin Fiscalización". El tráfico de personas es un grave delito que infringe los derechos de las mujeres, volviéndolas vulnerables en varios aspectos psicológicos. Según la ONU, el tráfico de personas mueve anualmente 32 mil millones de dólares, de los cuales el 85% proviene de la explotación sexual y el 98% de las víctimas son mujeres. El Protocolo de Palermo define el tráfico de personas como el reclutamiento, transporte y explotación de personas mediante coacción, fraude o abuso de vulnerabilidad. Este delito puede involucrar el aliciamiento y la explotación prolongada, causando daños psicológicos severos en las víctimas.Las mujeres traficadas generalmente provienen de regiones con altos índices de pobreza y baja escolaridad, convirtiéndose en blancos fáciles para aliciadores que prometen mejores condiciones de vida en el extranjero.
La metodología del estudio es exploratoria y cualitativa, utilizando datos documentales y relatos de víctimas. Los documentales analizados relatan historias reales de sufrimiento y explotación, destacando categorías de efectos psicológicos como objetificación, deseo de muerte, miedo, miedo a la muerte, dolor/sufrimiento y tristeza. Los resultados muestran que las víctimas sufren traumas psicológicos profundos, incluyendo depresión, ansiedad, intento de suicidio y trastorno de estrés postraumático. La psicología desempeña un papel fundamental en la recuperación de estas mujeres, ayudándolas a superar los traumas y reconstruir sus vidas. El estudio concluye que el tráfico de mujeres para explotación sexual es un crimen de violencia continua que causa daños psicológicos duraderos.

### Estudio de factores de riesgo
La revisión sistemática "Invisible y estigmatizadas: una revisión sistemática sobre la salud mental y factores de riesgo entre las trabajadoras sexuales", publicada en Acta Psychiatrica Scandinavica, examina la salud mental y los factores de riesgo asociados en las trabajadoras sexuales (TS). La investigación, realizada por Laura Martín-Romo, Francisco J. Sanmartín y Judith Velasco, analiza estudios publicados entre 2010 y 2022 en diversas bases de datos. De 527 estudios identificados, 30 cumplieron con los criterios de inclusión.
La revisión destaca la prevalencia de problemas de salud mental entre las TS, siendo la depresión el problema más común, seguido por la ansiedad, el abuso de sustancias y la ideación suicida. Las TS están expuestas a múltiples riesgos laborales, incluyendo violencia y comportamientos sexuales de alto riesgo, y enfrentan barreras significativas para acceder a servicios de salud debido al estigma. Las TS tienen mayores probabilidades de ser diagnosticadas con trastornos del estado de ánimo, con tasas de depresión que varían entre el 50% y el 88%. La ansiedad afecta entre el 13.6% y el 51% de las TS, mientras que el trastorno de estrés postraumático (TEPT) tiene una prevalencia entre el 10% y el 39.6%.
El abuso de sustancias es común, con el uso problemático de alcohol reportado entre el 36.7% y el 45.4% de las TS. Las mujeres son mayoría en el trabajo sexual, y la falta de apoyo social se asocia con una peor adaptación psicológica. La violencia es un factor de riesgo significativo, con estudios indicando que las TS experimentan altos niveles de violencia, lo que contribuye a los problemas de salud mental. La revisión sugiere que las condiciones laborales desfavorables, la falta de acceso a servicios de salud y el estigma juegan un papel crucial en la mala salud mental de las TS. La revisión señala la necesidad de estudios longitudinales y una mejor comprensión de los antecedentes clínicos de las TS para determinar el impacto del trabajo sexual en la salud mental.

### Estudio AESHA en Vancouver
En un estudio realizado en Vancouver, Canadá, denominado An Evaluation of Sex Workers Health Access (AESHA), se encontró que el 48.8% de las trabajadoras sexuales encuestadas reportaron haber sido diagnosticadas alguna vez con un problema de salud mental, siendo los diagnósticos más comunes la depresión (35.1%) y la ansiedad (19.9%). Este estudio utilizó cuestionarios administrados por entrevistadores y análisis de regresión logística bivariada y multivariable para evaluar la carga de diagnósticos de salud mental y sus correlaciones. Los resultados del estudio destacaron que las trabajadoras sexuales con diagnósticos de salud mental eran más propensas a identificarse como minorías sexuales/género (LGBTQ), a usar drogas no inyectables, a haber experimentado trauma físico/sexual en la infancia y a trabajar en espacios informales o públicos. Estos hallazgos muestran la necesidad de intervenciones informadas por la evidencia que aborden las intersecciones entre el trauma y la salud mental, junto con políticas que fomenten el acceso a espacios de trabajo más seguros y servicios de salud adecuados. Las trabajadoras sexuales a menudo trabajan en entornos caracterizados por la inseguridad y la inestabilidad, lo que contribuye a una sensación constante de peligro y alerta. La ansiedad puede manifestarse en una variedad de síntomas, incluyendo ataques de pánico, miedo irracional, preocupación excesiva, hipervigilancia y dificultades para dormir. La exposición repetida a eventos traumáticos puede llevar al desarrollo de trastornos de estrés postraumático (TEPT), que a menudo coexisten con la ansiedad. El estudio de Vancouver también reveló que las trabajadoras sexuales con diagnósticos de salud mental eran más propensas a haber usado drogas no inyectables y a haber experimentado violencia física o sexual, tanto en la infancia como en la adultez. Estos factores traumáticos contribuyen significativamente al desarrollo de trastornos de ansiedad y otros problemas de salud mental. Además, la identificación como minoría sexual/género estuvo fuertemente asociada con diagnósticos de salud mental, debido a la discriminación estructural y el estigma que enfrentan estas personas.

### Estudio de prostitutas de Alto Nivel en Manhattan
El analista psicoanalítico de Manhattan, Harold Greenwald, publicó un análisis profundo sobre un grupo de prostitutas, sus motivaciones y problemas emocionales, en su libro "The Call Girl". La muestra de Greenwald es altamente especializada, perteneciente al estrato económico más alto de la profesión. Seis prostitutas acudieron a él para análisis, entrevistó personalmente a diez más, y otras diez fueron entrevistadas por tres de las prostitutas debido a su reticencia a enfrentarse a él. Las conclusiones de Greenwald fueron uniformes y, por tanto, las consideró válidas.
La mayoría de las prostitutas analizadas tuvo infancias miserables; tres cuartas partes procedían de hogares rotos por separaciones o divorcios. Las restantes percibían sus hogares como fachadas, relaciones desecadas sin amor entre sus padres. La mayoría había visto a sus padres abandonar el hogar y sus madres no les brindaron afecto, subrayando siempre la carga de la paternidad. Algunas, en su desesperación, buscaron consuelo en sus padres, no por apego edípico, sino en busca de un cuidado que también les fue negado. Emocionalmente a la deriva, carecían de un concepto claro de su rol femenino predestinado. La mitad tuvo experiencias sexuales precoces y pronto comprendieron que el sexo era una mercancía con la que podían negociar por el ansiado contacto emocional y recompensas tangibles. Tres cuartas partes tenían una inteligencia superior a la media; casi todas habían completado entre diez y doce años de escolaridad. Algunas mostraban habilidades artísticas, como escribir canciones, diseñar sombreros, pintar, escribir poesía e incluso libros.
Como prostitutas de alto nivel en grandes ciudades, cobraban entre $20 y $100 por contacto sexual, con ingresos promedio de $20,000 anuales cada una. Sin embargo, ninguna se dedicó a la prostitución principalmente por el dinero; algunas provenían de hogares acomodados. Según Greenwald, cuando enfatizaban la importancia del dinero, racionalizaban su decisión. Sin excepción, se sentían inútiles e inseguras, a pesar de exhibir abrigos de visón y ser vistas en Cadillacs desde apartamentos lujosos. Buscaban aliviar su ansiedad con alcohol (aunque ninguna era alcohólica), 15 usaban marihuana y seis recurrían a la heroína. La mayoría había tenido relaciones homosexuales, resultado de su incertidumbre respecto a sus padres. Ninguna tenía capacidad para amistades sólidas, y buscaban amigos emocionalmente inestables. No obstante, deseaban conformarse en algunos aspectos exteriores, llegando una de ellas a unirse a la Daughters of the American Revolution (D.A.R.) y las United Daughters of the Confederacy.
Greenwald descubrió que ninguna de las prostitutas tenía un fuerte sentido de la realidad. Incluso aquellas con habilidades creativas tenían una capacidad de atención tan corta que no podían mantener sus aficiones; las demás tenían dificultad para ver un programa de televisión completo o leer durante más de unos minutos. Las prostitutas usaban diversas defensas psicológicas: proyección, negación, formación reactiva y autodegradación. La mayoría fingía alegría y afecto hacia sus clientes, pero 18 eran frígidas con ellos y diez no podían alcanzar el orgasmo en ninguna relación. Algunas necesitaban la degradación para lograr satisfacción. Todas las prostitutas eran ansiosas y depresivas; no menos de 15 habían intentado suicidarse, algunas varias veces, y una tuvo éxito en el sexto intento. De las seis que analizó, Greenwald logró que cinco dejaran la prostitución, aunque no era su objetivo al buscar terapia, sino aliviar la ansiedad y la depresión. Algunas se casaron y otras iniciaron negocios legítimos.